# Llista de townlands del Comtat de Wicklow
Aquesta és una Llista de townlands del comtat de Wicklow. Hi ha aproximadament 1.370 townlands al comtat de Wicklow a la República d'Irlanda.
Els noms duplicats es produeixen quan hi ha més d'un townland amb el mateix nom al comtat. Els noms marcats en negreta són les ciutats i pobles, i la paraula town apareix per a les entrades de la columna acres.

## Llista de townlands
| Townland                        | Acres | Baronia           | Parròquia civil | Poor Law Union |
| ------------------------------- | ----- | ----------------- | --------------- | -------------- |
| Abbeylands                      | 115   | Arklow            | Arklow          | Rathdrum       |
| Aghafarrell                     | 12    | Lower Talbotstown | Kilbride        | Naas           |
| Aghavannagh (Ram)               | 1.026 | Ballinacor South  | Ballinacor      | Rathdrum       |
| Aghavannagh (Revell)            | 2.769 | Ballinacor South  | Ballinacor      | Rathdrum       |
| Aghavannagh Mountain            | 1.523 | Ballinacor South  | Moyne           | Shillelagh     |
| Aghowle Lower                   | 325   | Newcastle         | Rathnew         | Rathdrum       |
| Aghowle Lower                   | 787   | Shillelagh        | Aghowle         | Shillelagh     |
| Aghowle Upper                   | 488   | Newcastle         | Rathnew         | Rathdrum       |
| Aghowle Upper                   | 556   | Shillelagh        | Aghowle         | Shillelagh     |
| Altidore Demesne                | 186   | Newcastle         | Kilcoole        | Rathdrum       |
| Altidore Demesne                | 76    | Newcastle         | Newcastle Upper | Rathdrum       |
| Annacarney                      | 168   | Lower Talbotstown | Boystown        | Baltinglass    |
| Annacrivey                      | 509   | Rathdown          | Powerscourt     | Rathdown       |
| Annagolan                       | 214   | Newcastle         | Derrylossary    | Rathdrum       |
| Annalecky                       | 125   | Lower Talbotstown | Dunlavin        | Baltinglass    |
| Ardanairy                       | 564   | Arklow            | Ennereilly      | Rathdrum       |
| Ardnaboy                        | 278   | Ballinacor South  | Hacketstown     | Shillelagh     |
| Ardoyne                         | 971   | Shillelagh        | Ardoyne         | Shillelagh     |
| Arklow                          | Town  | Arklow            | Arklow          | Rathdrum       |
| Arklow                          | 45    | Arklow            | Arklow          | Rathdrum       |
| Ashford                         | 71    | Newcastle         | Rathnew         | Rathdrum       |
| Ashtown                         | 17    | Arklow            | Drumkay         | Rathdrum       |
| Ashtown                         | 128   | Newcastle         | Rathnew         | Rathdrum       |
| Ashtown (or Ballinafunshoge)    | 855   | Ballinacor North  | Derrylossary    | Rathdrum       |
| Askakeagh                       | 832   | Ballinacor South  | Preban          | Shillelagh     |
| Askintinny                      | 204   | Arklow            | Arklow          | Rathdrum       |
| Athdown                         | 1.089 | Lower Talbotstown | Kilbride        | Naas           |
| Athgarvan                       | 53    | Lower Talbotstown | Hollywood       | Baltinglass    |
| Athgreany                       | 234   | Lower Talbotstown | Hollywood       | Baltinglass    |
| Aughrim Lower                   | 266   | Ballinacor South  | Ballykine       | Rathdrum       |
| Aughrim Upper                   | 682   | Ballinacor South  | Ballykine       | Rathdrum       |
| Aurora                          | 219   | Rathdown          | Powerscourt     | Rathdown       |
| Avondale                        | 144   | Ballinacor North  | Rathdrum        | Rathdrum       |
| Bahana                          | 459   | Rathdown          | Powerscourt     | Rathdown       |
| Bahana                          | 240   | Newcastle         | Kilcommon       | Rathdrum       |
| Bahana (King)                   | 278   | Ballinacor South  | Ballykine       | Rathdrum       |
| Bahana (Whaley)                 | 620   | Ballinacor South  | Ballykine       | Rathdrum       |
| Balinabarny                     | 202   | Upper Talbotstown | Donaghmore      | Baltinglass    |
| Balinabarny                     | 522   | Ballinacor North  | Knockrath       | Rathdrum       |
| Balinabarny Gap                 | 291   | Upper Talbotstown | Donaghmore      | Baltinglass    |
| Balinabarny North               | 302   | Arklow            | Castlemacadam   | Rathdrum       |
| Balinabarny South               | 112   | Arklow            | Castlemacadam   | Rathdrum       |
| Balinaclash                     | 388   | Ballinacor South  | Ballykine       | Rathdrum       |
| Balisland                       | 932   | Shillelagh        | Moyacomb        | Shillelagh     |
| Ballagh                         | 383   | Ballinacor South  | Kilpipe         | Shillelagh     |
| Ballanagh                       | 423   | Arklow            | Castlemacadam   | Rathdrum       |
| Ballard                         | 483   | Ballinacor South  | Ballykine       | Rathdrum       |
| Ballard                         | 706   | Ballinacor North  | Knockrath       | Rathdrum       |
| Ballard                         | 140   | Shillelagh        | Aghowle         | Shillelagh     |
| Ballard                         | 705   | Shillelagh        | Carnew          | Shillelagh     |
| Ballard Lower                   | 63    | Arklow            | Dunganstown     | Rathdrum       |
| Ballard Upper                   | 214   | Arklow            | Dunganstown     | Rathdrum       |
| Ballardbeg                      | 242   | Newcastle         | Derrylossary    | Rathdrum       |
| Ballardpark                     | 205   | Ballinacor North  | Knockrath       | Rathdrum       |
| Balleese Lower                  | 222   | Arklow            | Kilcommon       | Rathdrum       |
| Balleese Upper                  | 169   | Arklow            | Kilcommon       | Rathdrum       |
| Balleese Wood                   | 134   | Arklow            | Kilcommon       | Rathdrum       |
| Balleeshal                      | 256   | Ballinacor South  | Ballykine       | Rathdrum       |
| Ballinabanoge                   | 213   | Arklow            | Arklow          | Rathdrum       |
| Ballinabrannagh                 | 165   | Arklow            | Kilbride        | Rathdrum       |
| Ballinacarrig Lower             | 306   | Ballinacor North  | Rathdrum        | Rathdrum       |
| Ballinacarrig Upper             | 316   | Ballinacor North  | Rathdrum        | Rathdrum       |
| Ballinaclea                     | 302   | Arklow            | Dunganstown     | Rathdrum       |
| Ballinaclogh                    | 513   | Arklow            | Glenealy        | Rathdrum       |
| Ballinacooley                   | 439   | Newcastle         | Glenealy        | Rathdrum       |
| Ballinacor                      | 2.117 | Ballinacor South  | Ballinacor      | Rathdrum       |
| Ballinacor                      | 200   | Arklow            | Kilbride        | Rathdrum       |
| Ballinacor                      | 174   | Ballinacor South  | Kilcommon       | Shillelagh     |
| Ballinacor East                 | 271   | Arklow            | Dunganstown     | Rathdrum       |
| Ballinacor West                 | 227   | Arklow            | Dunganstown     | Rathdrum       |
| Ballinacorbeg                   | 452   | Ballinacor North  | Derrylossary    | Rathdrum       |
| Ballinacrow Lower               | 330   | Upper Talbotstown | Rathbran        | Baltinglass    |
| Ballinacrow Upper               | 256   | Upper Talbotstown | Rathbran        | Baltinglass    |
| Ballinafunshoge                 | 678   | Ballinacor North  | Knockrath       | Rathdrum       |
| Ballinafunshoge (or Ashtown)    | 855   | Ballinacor North  | Derrylossary    | Rathdrum       |
| Ballinagappoge                  | 656   | Ballinacor South  | Ballinacor      | Rathdrum       |
| Ballinagee                      | 2.934 | Lower Talbotstown | Boystown        | Naas           |
| Ballinagee                      | 258   | Rathdown          | Powerscourt     | Rathdown       |
| Ballinagoneen                   | 940   | Ballinacor North  | Knockrath       | Rathdrum       |
| Ballinagore                     | 290   | Arklow            | Ballintemple    | Rathdrum       |
| Ballinaheese                    | 86    | Arklow            | Kilbride        | Rathdrum       |
| Ballinahinch                    | 194   | Newcastle         | Calary          | Rathdrum       |
| Ballinahinch                    | 227   | Newcastle         | Killiskey       | Rathdrum       |
| Ballinahinch Lower              | 178   | Newcastle         | Newcastle Upper | Rathdrum       |
| Ballinahinch Middle             | 360   | Newcastle         | Newcastle Upper | Rathdrum       |
| Ballinahinch Upper              | 736   | Newcastle         | Newcastle Upper | Rathdrum       |
| Ballinahown                     | 709   | Lower Talbotstown | Boystown        | Naas           |
| Ballinakill                     | 319   | Arklow            | Kilbride        | Rathdrum       |
| Ballinakill                     | 826   | Newcastle         | Kilcommon       | Rathdrum       |
| Ballinalea                      | Town  | Newcastle         | Rathnew         | Rathdrum       |
| Ballinalea                      | 128   | Newcastle         | Rathnew         | Rathdrum       |
| Ballinameesda                   | Town  | Arklow            | Dunganstown     | Rathdrum       |
| Ballinameesda Lower             | 224   | Arklow            | Dunganstown     | Rathdrum       |
| Ballinameesda Upper             | 204   | Arklow            | Dunganstown     | Rathdrum       |
| Ballinamona                     | 331   | Arklow            | Castlemacadam   | Rathdrum       |
| Ballinanty                      | 69    | Ballinacor South  | Ballinacor      | Rathdrum       |
| Ballinapark                     | 147   | Arklow            | Castlemacadam   | Rathdrum       |
| Ballinapark                     | 310   | Newcastle         | Rathnew         | Rathdrum       |
| Ballinard                       | 328   | Upper Talbotstown | Donaghmore      | Baltinglass    |
| Ballinasilloge                  | 387   | Arklow            | Ballintemple    | Rathdrum       |
| Ballinasilloge                  | 286   | Ballinacor South  | Hacketstown     | Shillelagh     |
| Ballinaskea                     | 1.186 | Ballinacor South  | Ballinacor      | Rathdrum       |
| Ballinaskea                     | 478   | Arklow            | Ennereilly      | Rathdrum       |
| Ballinasoostia                  | 121   | Newcastle         | Calary          | Rathdrum       |
| Ballinastoe                     | 6.602 | Ballinacor North  | Calary          | Rathdrum       |
| Ballinastraw                    | 159   | Arklow            | Castlemacadam   | Rathdrum       |
| Ballinastraw                    | 233   | Newcastle         | Kilcommon       | Rathdrum       |
| Ballinatone Lower               | 164   | Ballinacor South  | Ballinacor      | Rathdrum       |
| Ballinatone Upper               | 215   | Ballinacor South  | Ballinacor      | Rathdrum       |
| Ballinclare                     | 182   | Arklow            | Dunganstown     | Rathdrum       |
| Ballinclea                      | 310   | Upper Talbotstown | Donaghmore      | Baltinglass    |
| Ballinclea                      | 356   | Arklow            | Kilbride        | Rathdrum       |
| Ballinderry Lower               | 231   | Ballinacor North  | Rathdrum        | Rathdrum       |
| Ballinderry Upper               | 326   | Ballinacor North  | Rathdrum        | Rathdrum       |
| Ballindoyle                     | 111   | Arklow            | Kilcommon       | Rathdrum       |
| Ballineddan Lower               | 121   | Upper Talbotstown | Donaghmore      | Baltinglass    |
| Ballineddan Mountain            | 383   | Upper Talbotstown | Donaghmore      | Baltinglass    |
| Ballineddan Upper               | 293   | Upper Talbotstown | Donaghmore      | Baltinglass    |
| Ballinfoyle Lower               | 312   | Upper Talbotstown | Donaghmore      | Baltinglass    |
| Ballinfoyle Upper               | 259   | Upper Talbotstown | Donaghmore      | Baltinglass    |
| Ballingate                      | 625   | Shillelagh        | Carnew          | Shillelagh     |
| Ballingate Lower                | 525   | Shillelagh        | Carnew          | Shillelagh     |
| Ballingate Upper                | 854   | Shillelagh        | Carnew          | Shillelagh     |
| Ballinglen                      | 1.047 | Ballinacor South  | Preban          | Shillelagh     |
| Ballinguile                     | Town  | Ballinacor South  | Kiltegan        | Baltinglass    |
| Ballinguile                     | 399   | Ballinacor South  | Kiltegan        | Baltinglass    |
| Ballinguilehill                 | 320   | Ballinacor South  | Kiltegan        | Baltinglass    |
| Ballinroan Lower                | 179   | Upper Talbotstown | Kilranelagh     | Baltinglass    |
| Ballinroan Upper                | 183   | Upper Talbotstown | Kilranelagh     | Baltinglass    |
| Ballinrush                      | 569   | Ballinacor North  | Calary          | Rathdrum       |
| Ballintemple                    | 479   | Arklow            | Ballintemple    | Rathdrum       |
| Ballinteskin                    | 94    | Rathdown          | Calary          | Rathdown       |
| Ballinteskin                    | 235   | Rathdown          | Kilmacanoge     | Rathdown       |
| Ballinteskin                    | 707   | Arklow            | Glenealy        | Rathdrum       |
| Ballintim                       | 46    | Arklow            | Redcross        | Rathdrum       |
| Ballintober                     | 377   | Lower Talbotstown | Hollywood       | Baltinglass    |
| Ballintombay                    | 125   | Arklow            | Arklow          | Rathdrum       |
| Ballintombay Lower              | 439   | Ballinacor North  | Knockrath       | Rathdrum       |
| Ballintombay Upper              | 581   | Ballinacor North  | Knockrath       | Rathdrum       |
| Ballintruer Beg                 | 111   | Upper Talbotstown | Donaghmore      | Baltinglass    |
| Ballintruer More                | 182   | Upper Talbotstown | Donaghmore      | Baltinglass    |
| Ballinvalla (or Sleamaine)      | 540   | Ballinacor North  | Calary          | Rathdrum       |
| Ballinvally                     | 211   | Arklow            | Killahurler     | Rathdrum       |
| Ballinvally (Valentine)         | 386   | Arklow            | Castlemacadam   | Rathdrum       |
| Ballinvally (Wisdom)            | 382   | Arklow            | Castlemacadam   | Rathdrum       |
| Ballinvally Lower               | 188   | Arklow            | Killahurler     | Rathdrum       |
| Ballinvally Lower               | 251   | Arklow            | Redcross        | Rathdrum       |
| Ballinvally Upper               | 168   | Arklow            | Killahurler     | Rathdrum       |
| Ballinvally Upper               | 201   | Arklow            | Redcross        | Rathdrum       |
| Balllinashinnagh                | 172   | Newcastle         | Calary          | Rathdrum       |
| Ballyarthur                     | 448   | Arklow            | Castlemacadam   | Rathdrum       |
| Ballybawn Lower                 | 148   | Rathdown          | Kilmacanoge     | Rathdown       |
| Ballybawn Upper                 | 24    | Rathdown          | Kilmacanoge     | Rathdown       |
| Ballybeg                        | 231   | Newcastle         | Rathnew         | Rathdrum       |
| Ballybeg                        | 891   | Ballinacor South  | Kilcommon       | Shillelagh     |
| Ballybla                        | 272   | Newcastle         | Killiskey       | Rathdrum       |
| Ballyboy                        | 1.023 | Ballinacor North  | Knockrath       | Rathdrum       |
| Ballybrack Beg                  | 199   | Upper Talbotstown | Kiltegan        | Baltinglass    |
| Ballybrack More                 | 302   | Upper Talbotstown | Kiltegan        | Baltinglass    |
| Ballybraid                      | 897   | Ballinacor North  | Knockrath       | Rathdrum       |
| Ballybrew                       | 594   | Rathdown          | Powerscourt     | Rathdown       |
| Ballycapple                     | 252   | Arklow            | Dunganstown     | Rathdrum       |
| Ballycapple Hill                | 97    | Arklow            | Dunganstown     | Rathdrum       |
| Ballycarrigeen                  | 60    | Ballinacor North  | Rathdrum        | Rathdrum       |
| Ballyclogh North                | 186   | Arklow            | Dunganstown     | Rathdrum       |
| Ballyclogh South                | 93    | Arklow            | Dunganstown     | Rathdrum       |
| Ballyconnell                    | 946   | Shillelagh        | Crecrin         | Shillelagh     |
| Ballycoog Lower                 | 452   | Arklow            | Ballintemple    | Rathdrum       |
| Ballycoog Upper                 | 311   | Arklow            | Ballintemple    | Rathdrum       |
| Ballycooleen                    | 272   | Arklow            | Castlemacadam   | Rathdrum       |
| Ballycore                       | 266   | Upper Talbotstown | Rathtoole       | Baltinglass    |
| Ballycoyle                      | 154   | Rathdown          | Powerscourt     | Rathdown       |
| Ballycreen Lower                | 385   | Ballinacor South  | Ballinacor      | Rathdrum       |
| Ballycreen Upper                | 953   | Ballinacor South  | Ballinacor      | Rathdrum       |
| Ballycrone                      | 76    | Newcastle         | Newcastle Lower | Rathdrum       |
| Ballycullen                     | 1.237 | Newcastle         | Rathnew         | Rathdrum       |
| Ballycumber North               | 283   | Ballinacor South  | Kilcommon       | Shillelagh     |
| Ballycumber South               | 584   | Ballinacor South  | Kilcommon       | Shillelagh     |
| Ballycurragh                    | 588   | Ballinacor South  | Moyne           | Shillelagh     |
| Ballycurry Demesne              | 352   | Newcastle         | Killiskey       | Rathdrum       |
| Ballydonagh                     | 94    | Rathdown          | Delgany         | Rathdown       |
| Ballydonarea                    | 78    | Newcastle         | Kilcoole        | Rathdrum       |
| Ballydonarea                    | 273   | Newcastle         | Newcastle Lower | Rathdrum       |
| Ballydonnell                    | 415   | Arklow            | Redcross        | Rathdrum       |
| Ballydonnell North              | 560   | Lower Talbotstown | Blessington     | Naas           |
| Ballydonnell South              | 1.279 | Lower Talbotstown | Blessington     | Naas           |
| Ballydoreen                     | 202   | Newcastle         | Killiskey       | Rathdrum       |
| Ballydowling                    | 162   | Arklow            | Dunganstown     | Rathdrum       |
| Ballydowling                    | 524   | Newcastle         | Glenealy        | Rathdrum       |
| Ballydowling                    | 202   | Ballinacor North  | Rathdrum        | Rathdrum       |
| Ballydowling Hill               | 362   | Ballinacor North  | Rathdrum        | Rathdrum       |
| Ballyduff                       | 146   | Arklow            | Arklow          | Rathdrum       |
| Ballyduff Lower                 | 145   | Newcastle         | Killiskey       | Rathdrum       |
| Ballyduff North                 | 102   | Arklow            | Arklow          | Rathdrum       |
| Ballyduff South                 | 172   | Arklow            | Arklow          | Rathdrum       |
| Ballyduff Upper                 | 310   | Newcastle         | Killiskey       | Rathdrum       |
| Ballyeustace                    | 18    | Ballinacor South  | Ballykine       | Rathdrum       |
| Ballyflanigan                   | 171   | Arklow            | Dunganstown     | Rathdrum       |
| Ballyfolan                      | 848   | Lower Talbotstown | Kilbride        | Naas           |
| Ballyfoyle                      | 433   | Lower Talbotstown | Kilbride        | Naas           |
| Ballyfree East                  | 43    | Newcastle         | Glenealy        | Rathdrum       |
| Ballyfree West                  | 254   | Newcastle         | Glenealy        | Rathdrum       |
| Ballygahan Lower                | 85    | Arklow            | Castlemacadam   | Rathdrum       |
| Ballygahan Upper                | 251   | Arklow            | Castlemacadam   | Rathdrum       |
| Ballygannon                     | 322   | Newcastle         | Kilcoole        | Rathdrum       |
| Ballygannon                     | 299   | Ballinacor North  | Rathdrum        | Rathdrum       |
| Ballygannon Beg                 | 315   | Arklow            | Dunganstown     | Rathdrum       |
| Ballygannon More                | 315   | Arklow            | Dunganstown     | Rathdrum       |
| Ballygarret                     | 55    | Newcastle         | Newcastle Upper | Rathdrum       |
| Ballygillaroe                   | 132   | Arklow            | Redcross        | Rathdrum       |
| Ballygobban                     | 560   | Ballinacor South  | Moyne           | Shillelagh     |
| Ballygonnell                    | 198   | Arklow            | Drumkay         | Rathdrum       |
| Ballygriffin                    | 263   | Arklow            | Arklow          | Rathdrum       |
| Ballyguile Beg                  | 249   | Arklow            | Kilpoole        | Rathdrum       |
| Ballyguile More                 | 398   | Arklow            | Kilpoole        | Rathdrum       |
| Ballyhad Lower                  | 259   | Ballinacor North  | Rathdrum        | Rathdrum       |
| Ballyhad Upper                  | 209   | Ballinacor North  | Rathdrum        | Rathdrum       |
| Ballyhara                       | 123   | Arklow            | Drumkay         | Rathdrum       |
| Ballyhara                       | 60    | Arklow            | Dunganstown     | Rathdrum       |
| Ballyhenry                      | 198   | Newcastle         | Killiskey       | Rathdrum       |
| Ballyherrig                     | 121   | Arklow            | Dunganstown     | Rathdrum       |
| Ballyhook                       | 209   | Upper Talbotstown | Rathbran        | Baltinglass    |
| Ballyhook Demesne               | 200   | Upper Talbotstown | Rathbran        | Baltinglass    |
| Ballyhook Hill                  | 271   | Upper Talbotstown | Rathbran        | Baltinglass    |
| Ballyhorsey                     | 55    | Newcastle         | Kilcoole        | Rathdrum       |
| Ballyhubbock Lower              | 145   | Upper Talbotstown | Donaghmore      | Baltinglass    |
| Ballyhubbock Upper              | 244   | Upper Talbotstown | Donaghmore      | Baltinglass    |
| Ballyhurtim                     | 112   | Upper Talbotstown | Rathsallagh     | Baltinglass    |
| Ballykean (Annesley)            | 260   | Arklow            | Redcross        | Rathdrum       |
| Ballykean (Penrose)             | 375   | Arklow            | Redcross        | Rathdrum       |
| Ballykean (Stringer)            | 190   | Arklow            | Redcross        | Rathdrum       |
| Ballykelly                      | 406   | Shillelagh        | Carnew          | Shillelagh     |
| Ballykeppoge                    | 96    | Arklow            | Dunganstown     | Rathdrum       |
| Ballykillageer Lower            | 302   | Arklow            | Ballintemple    | Rathdrum       |
| Ballykillageer Upper            | 372   | Arklow            | Ballintemple    | Rathdrum       |
| Ballykillavane                  | 284   | Newcastle         | Glenealy        | Rathdrum       |
| Ballykilmurry Lower             | 382   | Upper Talbotstown | Kiltegan        | Baltinglass    |
| Ballykilmurry Upper             | 220   | Upper Talbotstown | Kiltegan        | Baltinglass    |
| Ballyknockan                    | Town  | Lower Talbotstown | Boystown        | Naas           |
| Ballyknockan                    | 174   | Upper Talbotstown | Kiltegan        | Baltinglass    |
| Ballyknockan                    | 1.112 | Lower Talbotstown | Boystown        | Naas           |
| Ballyknockan Beg                | 197   | Newcastle         | Glenealy        | Rathdrum       |
| Ballyknockan Lower              | 153   | Ballinacor North  | Rathdrum        | Rathdrum       |
| Ballyknockan More               | 392   | Newcastle         | Glenealy        | Rathdrum       |
| Ballyknockan Upper              | 302   | Ballinacor North  | Rathdrum        | Rathdrum       |
| Ballyknocker                    | 302   | Shillelagh        | Carnew          | Shillelagh     |
| Ballyknocker East               | 31    | Shillelagh        | Moyacomb        | Shillelagh     |
| Ballyknocker West               | 53    | Shillelagh        | Moyacomb        | Shillelagh     |
| Ballylaffin                     | 190   | Upper Talbotstown | Rathsallagh     | Baltinglass    |
| Ballylea                        | 257   | Upper Talbotstown | Dunlavin        | Baltinglass    |
| Ballylerane                     | 179   | Rathdown          | Powerscourt     | Rathdown       |
| Ballylion Bawn                  | 38    | Lower Talbotstown | Donard          | Baltinglass    |
| Ballylion Lower                 | 179   | Lower Talbotstown | Donard          | Baltinglass    |
| Ballylion Upper                 | 137   | Lower Talbotstown | Donard          | Baltinglass    |
| Ballyloughlin                   | 132   | Newcastle         | Newcastle Lower | Rathdrum       |
| Ballylow                        | 1.643 | Lower Talbotstown | Blessington     | Naas           |
| Ballylug                        | 503   | Ballinacor North  | Knockrath       | Rathdrum       |
| Ballylusk                       | 336   | Ballinacor North  | Knockrath       | Rathdrum       |
| Ballylusk                       | 378   | Newcastle         | Rathnew         | Rathdrum       |
| Ballymacahara                   | 204   | Newcastle         | Rathnew         | Rathdrum       |
| Ballymaconey                    | 217   | Upper Talbotstown | Kiltegan        | Baltinglass    |
| Ballymacsimon                   | 419   | Newcastle         | Glenealy        | Rathdrum       |
| Ballymaghroe                    | 686   | Newcastle         | Killiskey       | Rathdrum       |
| Ballymaghroe                    | 352   | Ballinacor South  | Hacketstown     | Shillelagh     |
| Ballymaghroe                    | 414   | Ballinacor South  | Moyne           | Shillelagh     |
| Ballymanus                      | 1.077 | Ballinacor South  | Kilpipe         | Shillelagh     |
| Ballymanus Lower                | 152   | Newcastle         | Glenealy        | Rathdrum       |
| Ballymanus Upper                | 629   | Newcastle         | Glenealy        | Rathdrum       |
| Ballymarroge                    | 393   | Shillelagh        | Mullinacuff     | Shillelagh     |
| Ballymerrigan                   | 385   | Newcastle         | Glenealy        | Rathdrum       |
| Ballymoat                       | 185   | Newcastle         | Glenealy        | Rathdrum       |
| Ballymoneen                     | 418   | Arklow            | Castlemacadam   | Rathdrum       |
| Ballymoneen                     | 362   | Newcastle         | Killiskey       | Rathdrum       |
| Ballymoney                      | 188   | Ballinacor South  | Ballykine       | Rathdrum       |
| Ballymoney                      | 345   | Arklow            | Dunganstown     | Rathdrum       |
| Ballymoney                      | 256   | Arklow            | Kilbride        | Rathdrum       |
| Ballymooney                     | 714   | Lower Talbotstown | Donard          | Baltinglass    |
| Ballymorris                     | 25    | Rathdown          | Bray            | Rathdown       |
| Ballymorris Lower               | 208   | Ballinacor South  | Ballykine       | Rathdrum       |
| Ballymorris Upper               | 288   | Ballinacor South  | Ballykine       | Rathdrum       |
| Ballymoyle                      | 495   | Arklow            | Ennereilly      | Rathdrum       |
| Ballymurrin Lower               | 194   | Arklow            | Dunganstown     | Rathdrum       |
| Ballymurrin Upper               | 210   | Arklow            | Dunganstown     | Rathdrum       |
| Ballymurtagh                    | 172   | Arklow            | Castlemacadam   | Rathdrum       |
| Ballynabarny                    | 745   | Newcastle         | Glenealy        | Rathdrum       |
| Ballynabrocky                   | 3.613 | Lower Talbotstown | Blessington     | Naas           |
| Ballynacarrig                   | 560   | Arklow            | Dunganstown     | Rathdrum       |
| Ballynagran                     | 152   | Arklow            | Dunganstown     | Rathdrum       |
| Ballynagran                     | 232   | Arklow            | Glenealy        | Rathdrum       |
| Ballynamanoge                   | 538   | Ballinacor South  | Kilcommon       | Shillelagh     |
| Ballynamona                     | 161   | Arklow            | Redcross        | Rathdrum       |
| Ballynamuddagh                  | 470   | Rathdown          | Bray            | Rathdown       |
| Ballynapark                     | 193   | Arklow            | Dunganstown     | Rathdrum       |
| Ballynasculloge Lower           | 376   | Lower Talbotstown | Blessington     | Naas           |
| Ballynasculloge Upper           | 773   | Lower Talbotstown | Blessington     | Naas           |
| Ballynastocka                   | 1.504 | Lower Talbotstown | Boystown        | Naas           |
| Ballynatona                     | 690   | Lower Talbotstown | Blessington     | Naas           |
| Ballynatone                     | 108   | Upper Talbotstown | Rathbran        | Baltinglass    |
| Ballynattin                     | 150   | Arklow            | Arklow          | Rathdrum       |
| Ballynavortha                   | 320   | Shillelagh        | Moyacomb        | Shillelagh     |
| Ballynerrin                     | 244   | Newcastle         | Kilcoole        | Rathdrum       |
| Ballynerrin                     | 290   | Newcastle         | Rathnew         | Rathdrum       |
| Ballynerrin Lower               | 245   | Arklow            | Drumkay         | Rathdrum       |
| Ballynerrin Upper               | 187   | Arklow            | Drumkay         | Rathdrum       |
| Ballynultagh                    | 2.889 | Lower Talbotstown | Boystown        | Naas           |
| Ballynultagh                    | 1.719 | Shillelagh        | Mullinacuff     | Shillelagh     |
| Ballynure                       | 182   | Upper Talbotstown | Ballynure       | Baltinglass    |
| Ballynure Demesne               | 294   | Upper Talbotstown | Ballynure       | Baltinglass    |
| Ballynure Park                  | 122   | Upper Talbotstown | Ballynure       | Baltinglass    |
| Ballyorney                      | 68    | Rathdown          | Kilmacanoge     | Rathdown       |
| Ballyphilip                     | 64    | Newcastle         | Newcastle Lower | Rathdrum       |
| Ballyraheen                     | 721   | Shillelagh        | Mullinacuff     | Shillelagh     |
| Ballyraine Lower                | 74    | Arklow            | Arklow          | Rathdrum       |
| Ballyraine Middle               | 229   | Arklow            | Arklow          | Rathdrum       |
| Ballyraine Upper                | 153   | Arklow            | Arklow          | Rathdrum       |
| Ballyreagh                      | 222   | Rathdown          | Powerscourt     | Rathdown       |
| Ballyreask                      | 266   | Upper Talbotstown | Donaghmore      | Baltinglass    |
| Ballyremon Commons              | 641   | Rathdown          | Calary          | Rathdown       |
| Ballyrichard                    | 253   | Arklow            | Kilbride        | Rathdrum       |
| Ballyrogan Lower                | 321   | Arklow            | Redcross        | Rathdrum       |
| Ballyrogan Upper                | 221   | Arklow            | Redcross        | Rathdrum       |
| Ballyronan                      | 155   | Newcastle         | Kilcoole        | Rathdrum       |
| Ballyrooaun                     | 91    | Arklow            | Arklow          | Rathdrum       |
| Ballyross                       | 352   | Rathdown          | Powerscourt     | Rathdown       |
| Ballyrush                       | 205   | Arklow            | Killahurler     | Rathdrum       |
| Ballysallagh East               | 189   | Arklow            | Dunganstown     | Rathdrum       |
| Ballysallagh West               | 87    | Arklow            | Dunganstown     | Rathdrum       |
| Ballyshane                      | 939   | Ballinacor South  | Ballykine       | Rathdrum       |
| Ballysheeman                    | 93    | Ballinacor North  | Knockrath       | Rathdrum       |
| Ballysheeman                    | 61    | Ballinacor North  | Rathdrum        | Rathdrum       |
| Ballyshonog                     | 575   | Ballinacor South  | Kilcommon       | Shillelagh     |
| Ballysize Lower                 | 191   | Lower Talbotstown | Hollywood       | Baltinglass    |
| Ballysize Upper                 | 112   | Lower Talbotstown | Hollywood       | Baltinglass    |
| Ballysmuttan                    | 347   | Lower Talbotstown | Blessington     | Naas           |
| Ballysmuttan                    | 198   | Lower Talbotstown | Blessington     | Naas           |
| Ballyteige                      | 131   | Ballinacor North  | Knockrath       | Rathdrum       |
| Ballyteige                      | 552   | Ballinacor South  | Moyne           | Shillelagh     |
| Ballytoole Lower                | 267   | Upper Talbotstown | Donaghmore      | Baltinglass    |
| Ballytoole Upper                | 238   | Upper Talbotstown | Donaghmore      | Baltinglass    |
| Ballytrasna                     | 165   | Ballinacor North  | Rathdrum        | Rathdrum       |
| Ballytunny                      | 142   | Arklow            | Ennereilly      | Rathdrum       |
| Ballyvoghan                     | 249   | Upper Talbotstown | Donaghmore      | Baltinglass    |
| Ballyvolan Lower                | 216   | Newcastle         | Killiskey       | Rathdrum       |
| Ballyvolan Upper                | 56    | Newcastle         | Killiskey       | Rathdrum       |
| Ballyvraghan                    | 183   | Upper Talbotstown | Donaghmore      | Baltinglass    |
| Ballywaltrin                    | 114   | Rathdown          | Bray            | Rathdown       |
| Ballyward                       | 345   | Lower Talbotstown | Blessington     | Naas           |
| Baltinglass                     | Town  | Upper Talbotstown | Baltinglass     | Baltinglass    |
| Baltinglass East                | 221   | Upper Talbotstown | Baltinglass     | Baltinglass    |
| Baltinglass West                | 210   | Upper Talbotstown | Baltinglass     | Baltinglass    |
| Baltyboys Lower (or Boystown)   | 1.142 | Lower Talbotstown | Boystown        | Naas           |
| Baltyboys Upper (or Boystown)   | 810   | Lower Talbotstown | Boystown        | Naas           |
| Baltynanima                     | 629   | Ballinacor North  | Derrylossary    | Rathdrum       |
| Balyvaltron                     | 346   | Arklow            | Dunganstown     | Rathdrum       |
| Bannagroe                       | 30    | Lower Talbotstown | Hollywood       | Baltinglass    |
| Baravore                        | Town  | Ballinacor South  | Ballinacor      | Rathdrum       |
| Baravore                        | 1.205 | Ballinacor South  | Ballinacor      | Rathdrum       |
| Barchuillia Commons             | 243   | Rathdown          | Kilmacanoge     | Rathdown       |
| Barnacashel                     | 119   | Shillelagh        | Aghowle         | Shillelagh     |
| Barnacleagh East                | 190   | Arklow            | Killahurler     | Rathdrum       |
| Barnacleagh North               | 173   | Arklow            | Killahurler     | Rathdrum       |
| Barnacoyle Big                  | 218   | Newcastle         | Killiskey       | Rathdrum       |
| Barnacoyle Little               | 21    | Newcastle         | Killiskey       | Rathdrum       |
| Barnaleagh South                | 171   | Arklow            | Killahurler     | Rathdrum       |
| Barnameelia                     | 397   | Ballinacor South  | Moyne           | Shillelagh     |
| Barnamire                       | 267   | Rathdown          | Powerscourt     | Rathdown       |
| Barnamuinga                     | 305   | Shillelagh        | Moyacomb        | Shillelagh     |
| Barnbawn                        | 343   | Newcastle         | Kilcommon       | Rathdrum       |
| Baronstown Lower                | 233   | Upper Talbotstown | Ballynure       | Baltinglass    |
| Baronstown Upper                | 281   | Upper Talbotstown | Ballynure       | Baltinglass    |
| Barraderry East                 | 100   | Upper Talbotstown | Kilranelagh     | Baltinglass    |
| Barraderry North                | 152   | Upper Talbotstown | Kilranelagh     | Baltinglass    |
| Barraderry West                 | 435   | Upper Talbotstown | Kilranelagh     | Baltinglass    |
| Barranisky East                 | 167   | Arklow            | Kilbride        | Rathdrum       |
| Barranisky West                 | 332   | Arklow            | Kilbride        | Rathdrum       |
| Bawnoge                         | 206   | Upper Talbotstown | Baltinglass     | Baltinglass    |
| Bawnoge                         | 273   | Lower Talbotstown | Boystown        | Baltinglass    |
| Bawnoge                         | 146   | Upper Talbotstown | Kiltegan        | Baltinglass    |
| Bellevue Demesne                | 603   | Rathdown          | Delgany         | Rathdown       |
| Bellevue Demesne                | 15    | Newcastle         | Kilcoole        | Rathdrum       |
| Bellpark                        | 118   | Arklow            | Dunganstown     | Rathdrum       |
| Belmont Demesne                 | 54    | Rathdown          | Delgany         | Rathdown       |
| Bernagh                         | 165   | Upper Talbotstown | Kiltegan        | Baltinglass    |
| Birchwood                       | 157   | Newcastle         | Killiskey       | Rathdrum       |
| Blackditch                      | 150   | Arklow            | Drumkay         | Rathdrum       |
| Blackditch                      | 220   | Newcastle         | Killiskey       | Rathdrum       |
| Blackditch                      | 365   | Newcastle         | Newcastle Lower | Rathdrum       |
| Blackditches Lower              | 158   | Lower Talbotstown | Boystown        | Baltinglass    |
| Blackditches Upper              | 157   | Lower Talbotstown | Boystown        | Baltinglass    |
| Blackhill                       | 85    | Lower Talbotstown | Dunlavin        | Baltinglass    |
| Blackmoor                       | 303   | Upper Talbotstown | Donard          | Baltinglass    |
| Blackpits                       | 315   | Upper Talbotstown | Donaghmore      | Baltinglass    |
| Blackrock                       | 221   | Lower Talbotstown | Blessington     | Naas           |
| Blackrock                       | 308   | Ballinacor South  | Moyne           | Shillelagh     |
| Blainroe Lower                  | 273   | Arklow            | Kilpoole        | Rathdrum       |
| Blainroe Upper                  | 242   | Arklow            | Kilpoole        | Rathdrum       |
| Blakestown Lower                | 138   | Lower Talbotstown | Hollywood       | Naas           |
| Blakestown Upper                | 152   | Lower Talbotstown | Hollywood       | Naas           |
| Blane                           | 269   | Upper Talbotstown | Donaghmore      | Baltinglass    |
| Blessington                     | Town  | Lower Talbotstown | Blessington     | Naas           |
| Blessington                     | 136   | Lower Talbotstown | Blessington     | Naas           |
| Blessington Demesne             | 411   | Lower Talbotstown | Blessington     | Naas           |
| Blindwood                       | 142   | Arklow            | Redcross        | Rathdrum       |
| Bogland                         | 109   | Arklow            | Arklow          | Rathdrum       |
| Boherboy                        | 189   | Lower Talbotstown | Dunlavin        | Baltinglass    |
| Bolagh Lower                    | 152   | Arklow            | Dunganstown     | Rathdrum       |
| Bolagh Upper                    | 171   | Arklow            | Dunganstown     | Rathdrum       |
| Boley                           | 231   | Upper Talbotstown | Baltinglass     | Baltinglass    |
| Boley                           | 660   | Shillelagh        | Aghowle         | Shillelagh     |
| Boleybawn                       | 303   | Shillelagh        | Crosspatrick    | Shillelagh     |
| Boleycarrigeen                  | 297   | Upper Talbotstown | Kilranelagh     | Baltinglass    |
| Boleylug                        | 151   | Upper Talbotstown | Baltinglass     | Baltinglass    |
| Boleynass Lower                 | 226   | Newcastle         | Killiskey       | Rathdrum       |
| Boleynass Upper                 | 159   | Newcastle         | Killiskey       | Rathdrum       |
| Bollarney Murragh               | 32    | Newcastle         | Rathnew         | Rathdrum       |
| Bollarney North                 | 139   | Newcastle         | Rathnew         | Rathdrum       |
| Bollarney South                 | 34    | Newcastle         | Rathnew         | Rathdrum       |
| Bonabrocka                      | 243   | Arklow            | Dunganstown     | Rathdrum       |
| Bonagrew                        | 171   | Arklow            | Dunganstown     | Rathdrum       |
| Bonagrew Little                 | 15    | Arklow            | Dunganstown     | Rathdrum       |
| Borkill Beg                     | 453   | Upper Talbotstown | Kiltegan        | Baltinglass    |
| Borkill More                    | 594   | Upper Talbotstown | Kiltegan        | Baltinglass    |
| Boystown (or Baltyboys Lower)   | 1.142 | Lower Talbotstown | Boystown        | Naas           |
| Boystown (or Baltyboys Upper)   | 810   | Lower Talbotstown | Boystown        | Naas           |
| Bray                            | Town  | Rathdown          | Bray            | Rathdown       |
| Bray                            | 334   | Rathdown          | Bray            | Rathdown       |
| Bray Commons                    | 8     | Rathdown          | Bray            | Rathdown       |
| Breagura                        | 38    | Arklow            | Dunganstown     | Rathdrum       |
| Brewershill                     | 88    | Lower Talbotstown | Dunlavin        | Baltinglass    |
| Bridgeland                      | 66    | Ballinacor South  | Kilcommon       | Shillelagh     |
| Britonstown                     | 306   | Lower Talbotstown | Hollywood       | Naas           |
| Brittas                         | 413   | Upper Talbotstown | Donaghmore      | Baltinglass    |
| Brittas                         | 245   | Lower Talbotstown | Kilbride        | Naas           |
| Brittas                         | 626   | Arklow            | Dunganstown     | Rathdrum       |
| Brockagh                        | 4.811 | Ballinacor North  | Derrylossary    | Rathdrum       |
| Brockna                         | 348   | Upper Talbotstown | Kilranelagh     | Baltinglass    |
| Bromley                         | 71    | Newcastle         | Kilcoole        | Rathdrum       |
| Broomfield                      | 49    | Newcastle         | Killiskey       | Rathdrum       |
| Broomfields                     | 99    | Lower Talbotstown | Donard          | Baltinglass    |
| Broomhall                       | 168   | Newcastle         | Rathnew         | Rathdrum       |
| Broughills Hill                 | 67    | Lower Talbotstown | Hollywood       | Baltinglass    |
| Brusselstown                    | 360   | Upper Talbotstown | Donaghmore      | Baltinglass    |
| Bullford                        | 186   | Newcastle         | Kilcoole        | Rathdrum       |
| Burgage More                    | 671   | Lower Talbotstown | Burgage         | Naas           |
| Burgage Moyle                   | 322   | Lower Talbotstown | Burgage         | Naas           |
| Burkeen                         | 63    | Newcastle         | Rathnew         | Rathdrum       |
| Burrow                          | 182   | Upper Talbotstown | Ballynure       | Baltinglass    |
| Bushfield                       | 152   | Upper Talbotstown | Donaghmore      | Baltinglass    |
| Butter Mountain                 | 935   | Lower Talbotstown | Kilbride        | Naas           |
| Butterhill                      | 407   | Lower Talbotstown | Blessington     | Naas           |
| Byrneshill                      | 171   | Upper Talbotstown | Freynestown     | Baltinglass    |
| Calary Lower                    | 771   | Rathdown          | Calary          | Rathdown       |
| Calary Upper                    | 554   | Rathdown          | Calary          | Rathdown       |
| Callowhill Lower                | 241   | Newcastle         | Newcastle Upper | Rathdrum       |
| Callowhill Upper                | 361   | Newcastle         | Newcastle Upper | Rathdrum       |
| Camaderry (or Sevenchurches)    | 4.518 | Ballinacor North  | Derrylossary    | Rathdrum       |
| Camara                          | 228   | Upper Talbotstown | Donaghmore      | Baltinglass    |
| Camarahill North                | 251   | Upper Talbotstown | Donaghmore      | Baltinglass    |
| Camarahill South                | 229   | Upper Talbotstown | Donaghmore      | Baltinglass    |
| Camenabologue                   | 1.043 | Ballinacor South  | Knockrath       | Rathdrum       |
| Cannow                          | 321   | Upper Talbotstown | Donaghmore      | Baltinglass    |
| Cannow Mountain                 | 1.128 | Upper Talbotstown | Donaghmore      | Baltinglass    |
| Cappagh                         | 583   | Ballinacor South  | Ballinacor      | Rathdrum       |
| Carnew                          | Town  | Shillelagh        | Carnew          | Shillelagh     |
| Carnew                          | 936   | Shillelagh        | Carnew          | Shillelagh     |
| Carrawaystick                   | 1.178 | Ballinacor South  | Knockrath       | Rathdrum       |
| Carrick                         | 316   | Ballinacor South  | Kilcommon       | Shillelagh     |
| Carrig                          | 381   | Lower Talbotstown | Boystown        | Naas           |
| Carrig Lower                    | 184   | Upper Talbotstown | Kiltegan        | Baltinglass    |
| Carrig Mountain                 | 224   | Upper Talbotstown | Kiltegan        | Baltinglass    |
| Carrig Upper                    | 183   | Upper Talbotstown | Kiltegan        | Baltinglass    |
| Carrigacurra                    | 995   | Lower Talbotstown | Boystown        | Baltinglass    |
| Carrigatheme                    | 252   | Ballinacor South  | Kiltegan        | Baltinglass    |
| Carrigeenduff                   | 3.514 | Ballinacor North  | Derrylossary    | Rathdrum       |
| Carrigeenshinnagh               | 877   | Ballinacor North  | Derrylossary    | Rathdrum       |
| Carriggower                     | 900   | Newcastle         | Calary          | Rathdrum       |
| Carriglinneen                   | 998   | Ballinacor North  | Knockrath       | Rathdrum       |
| Carrigmore                      | 162   | Arklow            | Dunganstown     | Rathdrum       |
| Carrignagower                   | 205   | Lower Talbotstown | Kilbride        | Naas           |
| Carrignamuck                    | 452   | Ballinacor South  | Hacketstown     | Shillelagh     |
| Carrignamuck Lower              | 231   | Newcastle         | Killiskey       | Rathdrum       |
| Carrignamuck Upper              | 291   | Newcastle         | Killiskey       | Rathdrum       |
| Carrignamweel                   | 448   | Ballinacor South  | Hacketstown     | Shillelagh     |
| Carrigoona Commons East         | 97    | Rathdown          | Kilmacanoge     | Rathdown       |
| Carrigoona Commons West         | 102   | Rathdown          | Kilmacanoge     | Rathdown       |
| Carrigroe                       | 562   | Ballinacor North  | Derrylossary    | Rathdrum       |
| Carrigroe                       | 329   | Ballinacor South  | Moyne           | Shillelagh     |
| Carrowbawn                      | 164   | Newcastle         | Killiskey       | Rathdrum       |
| Carrycole                       | 329   | Arklow            | Kilbride        | Rathdrum       |
| Carsrock                        | 138   | Upper Talbotstown | Baltinglass     | Baltinglass    |
| Caslteruddery Upper             | 199   | Upper Talbotstown | Donaghmore      | Baltinglass    |
| Castleallagh                    | 248   | Upper Talbotstown | Donaghmore      | Baltinglass    |
| Castlegrange                    | 306   | Newcastle         | Killiskey       | Rathdrum       |
| Castlehoward                    | 210   | Arklow            | Castlemacadam   | Rathdrum       |
| Castlekevin                     | 1.148 | Ballinacor North  | Derrylossary    | Rathdrum       |
| Castlemacadam                   | 192   | Arklow            | Castlemacadam   | Rathdrum       |
| Castlequarter                   | 180   | Upper Talbotstown | Donaghmore      | Baltinglass    |
| Castleruddery Lower             | 328   | Upper Talbotstown | Donaghmore      | Baltinglass    |
| Castletimon                     | 467   | Arklow            | Dunganstown     | Rathdrum       |
| Chapel                          | 189   | Arklow            | Redcross        | Rathdrum       |
| Charlesland                     | 198   | Newcastle         | Kilcoole        | Rathdrum       |
| Charleville Demesne             | 196   | Rathdown          | Kilmacanoge     | Rathdown       |
| Cherrymount                     | 106   | Arklow            | Castlemacadam   | Rathdrum       |
| Churchland                      | 81    | Ballinacor South  | Kilcommon       | Shillelagh     |
| Clara More                      | 323   | Ballinacor North  | Knockrath       | Rathdrum       |
| Clarabeg North                  | 443   | Ballinacor North  | Knockrath       | Rathdrum       |
| Clarabeg South                  | 135   | Ballinacor North  | Knockrath       | Rathdrum       |
| Clogga                          | 110   | Arklow            | Arklow          | Rathdrum       |
| Clogh Lower                     | 294   | Upper Talbotstown | Baltinglass     | Baltinglass    |
| Clogh Upper                     | 176   | Upper Talbotstown | Baltinglass     | Baltinglass    |
| Cloghcastle                     | 229   | Upper Talbotstown | Baltinglass     | Baltinglass    |
| Cloghleagh                      | 700   | Lower Talbotstown | Kilbride        | Naas           |
| Cloghnagaune                    | 144   | Upper Talbotstown | Kilranelagh     | Baltinglass    |
| Cloghoge                        | 6.583 | Ballinacor North  | Derrylossary    | Rathdrum       |
| Cloghoge                        | 32    | Arklow            | Dunganstown     | Rathdrum       |
| Clohernagh                      | 940   | Ballinacor South  | Ballinacor      | Rathdrum       |
| Clone                           | 647   | Ballinacor South  | Kilpipe         | Rathdrum       |
| Cloneen                         | 346   | Ballinacor South  | Ballykine       | Rathdrum       |
| Clonerkin                       | 355   | Ballinacor South  | Ballykine       | Rathdrum       |
| Clonkeen                        | 427   | Ballinacor South  | Ballinacor      | Rathdrum       |
| Clonmannan                      | 688   | Newcastle         | Rathnew         | Rathdrum       |
| Clonpadden                      | 94    | Arklow            | Ennereilly      | Rathdrum       |
| Clonshannon                     | 202   | Upper Talbotstown | Donaghmore      | Baltinglass    |
| Clonwilliam                     | 356   | Arklow            | Killahurler     | Rathdrum       |
| Cloon                           | 693   | Rathdown          | Powerscourt     | Rathdown       |
| Clora                           | 274   | Newcastle         | Killiskey       | Rathdrum       |
| Clornagh                        | 119   | Upper Talbotstown | Donaghmore      | Baltinglass    |
| Coan                            | 370   | Upper Talbotstown | Donaghmore      | Baltinglass    |
| Colliga                         | 347   | Upper Talbotstown | Donaghmore      | Baltinglass    |
| Colvinstown Lower               | 181   | Upper Talbotstown | Kilranelagh     | Baltinglass    |
| Colvinstown Upper               | 177   | Upper Talbotstown | Kilranelagh     | Baltinglass    |
| Commons                         | 6     | Newcastle         | Rathnew         | Rathdrum       |
| Conavalla                       | 778   | Ballinacor North  | Knockrath       | Rathdrum       |
| Conlan's Hill                   | 78    | Lower Talbotstown | Hollywood       | Baltinglass    |
| Connary Lower                   | 138   | Arklow            | Castlemacadam   | Rathdrum       |
| Connary Upper                   | 227   | Arklow            | Castlemacadam   | Rathdrum       |
| Cookstown                       | 300   | Rathdown          | Powerscourt     | Rathdown       |
| Coolacork                       | 252   | Arklow            | Dunganstown     | Rathdrum       |
| Cooladangan                     | 204   | Arklow            | Arklow          | Rathdrum       |
| Cooladoyle                      | 68    | Newcastle         | Newcastle Upper | Rathdrum       |
| Coolafaney                      | 904   | Shillelagh        | Crosspatrick    | Shillelagh     |
| Coolaflake                      | 278   | Ballinacor South  | Ballykine       | Rathdrum       |
| Coolafunshogue                  | 618   | Ballinacor South  | Kilcommon       | Shillelagh     |
| Coolagad                        | 285   | Rathdown          | Delgany         | Rathdown       |
| Coolahullin                     | 371   | Arklow            | Ballintemple    | Rathdrum       |
| Coolakay                        | 242   | Rathdown          | Kilmacanoge     | Rathdown       |
| Coolalug                        | 529   | Ballinacor South  | Kilpipe         | Shillelagh     |
| Coolamadra                      | 257   | Upper Talbotstown | Donaghmore      | Baltinglass    |
| Coolanearl                      | 227   | Arklow            | Redcross        | Rathdrum       |
| Coolastingan                    | 83    | Arklow            | Arklow          | Rathdrum       |
| Coolastingan                    | 61    | Arklow            | Inch            | Rathdrum       |
| Coolatin                        | 1.204 | Shillelagh        | Carnew          | Shillelagh     |
| Coolatin Park                   | 454   | Shillelagh        | Carnew          | Shillelagh     |
| Coolawinnia                     | 398   | Newcastle         | Rathnew         | Rathdrum       |
| Coolballintaggart               | 635   | Ballinacor South  | Moyne           | Shillelagh     |
| Coolballintaggart (or Coolbawn) | 1.137 | Ballinacor South  | Kilpipe         | Shillelagh     |
| Coolbawn (or Coolballintaggart) | 1.137 | Ballinacor South  | Kilpipe         | Shillelagh     |
| Coolbeg                         | 371   | Arklow            | Glenealy        | Rathdrum       |
| Coolboy                         | 257   | Arklow            | Kilbride        | Rathdrum       |
| Coolboy                         | 664   | Shillelagh        | Carnew          | Shillelagh     |
| Cooldross Lower                 | 205   | Newcastle         | Newcastle Lower | Rathdrum       |
| Cooldross Middle                | 76    | Newcastle         | Newcastle Lower | Rathdrum       |
| Cooldross Upper                 | 49    | Newcastle         | Newcastle Lower | Rathdrum       |
| Coolgarrow                      | 485   | Ballinacor South  | Ballinacor      | Rathdrum       |
| Coolgarrow                      | 234   | Arklow            | Ballintemple    | Rathdrum       |
| Coolharbour Lower               | 45    | Lower Talbotstown | Donard          | Baltinglass    |
| Coolharbour Upper               | 92    | Lower Talbotstown | Donard          | Baltinglass    |
| Coolinarrig Lower               | 336   | Upper Talbotstown | Baltinglass     | Baltinglass    |
| Coolinarrig Upper               | 186   | Upper Talbotstown | Baltinglass     | Baltinglass    |
| Coolkenna                       | 975   | Shillelagh        | Aghowle         | Shillelagh     |
| Coolmoney                       | 95    | Upper Talbotstown | Donaghmore      | Baltinglass    |
| Coolmore                        | 148   | Arklow            | Ennereilly      | Rathdrum       |
| Coolnakilly                     | 356   | Newcastle         | Glenealy        | Rathdrum       |
| Coolnaskeagh                    | 125   | Rathdown          | Delgany         | Rathdown       |
| Coolroe                         | 754   | Shillelagh        | Crosspatrick    | Shillelagh     |
| Coolross                        | 264   | Ballinacor South  | Kilcommon       | Shillelagh     |
| Coolross                        | 425   | Shillelagh        | Moyacomb        | Shillelagh     |
| Coonanstown                     | 240   | Upper Talbotstown | Rathsallagh     | Baltinglass    |
| Coonmore                        | 158   | Upper Talbotstown | Hollywood       | Baltinglass    |
| Copse                           | 258   | Ballinacor North  | Rathdrum        | Rathdrum       |
| Corballis Lower                 | 363   | Ballinacor North  | Rathdrum        | Rathdrum       |
| Corballis Upper                 | 284   | Ballinacor North  | Rathdrum        | Rathdrum       |
| Cornagower East                 | 194   | Arklow            | Dunganstown     | Rathdrum       |
| Cornagower West                 | 196   | Arklow            | Dunganstown     | Rathdrum       |
| Cornan East                     | 271   | Upper Talbotstown | Kiltegan        | Baltinglass    |
| Cornan West                     | 121   | Upper Talbotstown | Kiltegan        | Baltinglass    |
| Corndog                         | 136   | Ballinacor South  | Moyne           | Shillelagh     |
| Corporation Lands               | 358   | Arklow            | Kilpoole        | Rathdrum       |
| Corporation Murragh             | 67    | Newcastle         | Rathnew         | Rathdrum       |
| Corporationland 1st Div         | 3     | Newcastle         | Rathnew         | Rathdrum       |
| Corragh                         | 1.579 | Lower Talbotstown | Hollywood       | Baltinglass    |
| Corrasillagh                    | 914   | Ballinacor South  | Ballinacor      | Rathdrum       |
| Corsilagh                       | 115   | Newcastle         | Newcastle Upper | Rathdrum       |
| Courtfoyle                      | 201   | Newcastle         | Killiskey       | Rathdrum       |
| Cowpasture                      | 229   | Lower Talbotstown | Dunlavin        | Baltinglass    |
| Craffield                       | 537   | Ballinacor South  | Ballykine       | Rathdrum       |
| Cranagh                         | 112   | Arklow            | Dunganstown     | Rathdrum       |
| Cranareen                       | 179   | Upper Talbotstown | Kiltegan        | Baltinglass    |
| Crehelp                         | 1.263 | Lower Talbotstown | Crehelp         | Baltinglass    |
| Creowen                         | 40    | Newcastle         | Newcastle Lower | Rathdrum       |
| Crickawn                        | 47    | Lower Talbotstown | Donard          | Baltinglass    |
| Crissadaun                      | 311   | Upper Talbotstown | Donaghmore      | Baltinglass    |
| Cronakip                        | 138   | Arklow            | Dunganstown     | Rathdrum       |
| Cronawinnia                     | 238   | Ballinacor South  | Ballykine       | Rathdrum       |
| Cronclusk                       | 131   | Arklow            | Arklow          | Rathdrum       |
| Crone                           | 454   | Rathdown          | Powerscourt     | Rathdown       |
| Crone                           | 189   | Shillelagh        | Aghowle         | Shillelagh     |
| Crone Beg                       | 210   | Ballinacor South  | Ballykine       | Rathdrum       |
| Crone Lower                     | 191   | Arklow            | Redcross        | Rathdrum       |
| Crone More                      | 118   | Ballinacor South  | Ballykine       | Rathdrum       |
| Crone Upper                     | 103   | Arklow            | Redcross        | Rathdrum       |
| Cronebane                       | 155   | Arklow            | Castlemacadam   | Rathdrum       |
| Cronelea                        | 470   | Shillelagh        | Mullinacuff     | Shillelagh     |
| Cronesallagh                    | 197   | Ballinacor South  | Ballykine       | Rathdrum       |
| Cronroe                         | 566   | Newcastle         | Rathnew         | Rathdrum       |
| Cronybyrne                      | 244   | Newcastle         | Derrylossary    | Rathdrum       |
| Cronybyrne Demesne              | 152   | Newcastle         | Derrylossary    | Rathdrum       |
| Cronyhorn Lower                 | 648   | Shillelagh        | Carnew          | Shillelagh     |
| Cronyhorn Upper                 | 894   | Shillelagh        | Carnew          | Shillelagh     |
| Cronykeery                      | 232   | Newcastle         | Rathnew         | Rathdrum       |
| Cross                           | 329   | Ballinacor South  | Kilcommon       | Shillelagh     |
| Cross (or Valleymount)          | 187   | Lower Talbotstown | Boystown        | Baltinglass    |
| Crosscoolharbour                | 826   | Lower Talbotstown | Blessington     | Naas           |
| Crossnacole                     | 312   | Upper Talbotstown | Kiltegan        | Baltinglass    |
| Crossoge                        | 241   | Upper Talbotstown | Rathsallagh     | Baltinglass    |
| Cullen Lower                    | 287   | Arklow            | Dunganstown     | Rathdrum       |
| Cullen Upper                    | 269   | Arklow            | Dunganstown     | Rathdrum       |
| Cullenmore                      | 54    | Newcastle         | Killiskey       | Rathdrum       |
| Cullentragh Big                 | 933   | Ballinacor North  | Knockrath       | Rathdrum       |
| Cullentragh Little              | 304   | Ballinacor North  | Knockrath       | Rathdrum       |
| Cullentragh Park                | 537   | Ballinacor North  | Knockrath       | Rathdrum       |
| Cunniamstown Big                | 410   | Arklow            | Dunganstown     | Rathdrum       |
| Cunniamstown Little             | 90    | Arklow            | Dunganstown     | Rathdrum       |
| Curraghlawn                     | 346   | Ballinacor South  | Kilpipe         | Shillelagh     |
| Curranstown Lower               | 221   | Arklow            | Arklow          | Rathdrum       |
| Curranstown Upper               | 209   | Arklow            | Arklow          | Rathdrum       |
| Curravanish                     | 129   | Ballinacor South  | Kilcommon       | Shillelagh     |
| Curtlestown Lower               | 133   | Rathdown          | Powerscourt     | Rathdown       |
| Curtlestown Upper               | 198   | Rathdown          | Powerscourt     | Rathdown       |
| Danesfort Lower                 | 160   | Upper Talbotstown | Kiltegan        | Baltinglass    |
| Danesfort Upper                 | 244   | Upper Talbotstown | Kiltegan        | Baltinglass    |
| Davidstown                      | 264   | Upper Talbotstown | Donaghmore      | Baltinglass    |
| Decoy                           | 209   | Lower Talbotstown | Dunlavin        | Baltinglass    |
| Deerpark                        | 333   | Upper Talbotstown | Baltinglass     | Baltinglass    |
| Deerpark                        | 198   | Upper Talbotstown | Donaghmore      | Baltinglass    |
| Deerpark                        | 118   | Upper Talbotstown | Kiltegan        | Baltinglass    |
| Deerpark                        | 341   | Lower Talbotstown | Blessington     | Naas           |
| Deerpark                        | 990   | Rathdown          | Powerscourt     | Rathdown       |
| Deerpark                        | 505   | Shillelagh        | Carnew          | Shillelagh     |
| Delgany                         | 259   | Rathdown          | Delgany         | Rathdown       |
| Derrybawn                       | 1.711 | Ballinacor North  | Derrylossary    | Rathdrum       |
| Derrynamuck                     | 278   | Upper Talbotstown | Donaghmore      | Baltinglass    |
| Dillonsdown                     | 159   | Lower Talbotstown | Blessington     | Naas           |
| Donaghmore                      | 236   | Upper Talbotstown | Donaghmore      | Baltinglass    |
| Donard                          | Town  | Lower Talbotstown | Donard          | Baltinglass    |
| Donard Demesne East             | 203   | Lower Talbotstown | Donard          | Baltinglass    |
| Donard Demesne West             | 85    | Lower Talbotstown | Donard          | Baltinglass    |
| Donard Lower                    | 187   | Lower Talbotstown | Donard          | Baltinglass    |
| Donard Mountain                 | 85    | Lower Talbotstown | Donard          | Baltinglass    |
| Donard Upper                    | 102   | Lower Talbotstown | Donard          | Baltinglass    |
| Doody's Bottoms                 | 59    | Lower Talbotstown | Donard          | Baltinglass    |
| Downings                        | 127   | Upper Talbotstown | Kilranelagh     | Baltinglass    |
| Downs                           | 116   | Newcastle         | Kilcoole        | Rathdrum       |
| Downshill                       | 839   | Newcastle         | Calary          | Rathdrum       |
| Dragoonhill                     | 226   | Lower Talbotstown | Hollywood       | Baltinglass    |
| Drim                            | 272   | Upper Talbotstown | Kiltegan        | Baltinglass    |
| Drumbawn                        | 417   | Newcastle         | Calary          | Rathdrum       |
| Drumdangan                      | 426   | Newcastle         | Kilcommon       | Rathdrum       |
| Drumgoff                        | 1.016 | Ballinacor South  | Knockrath       | Rathdrum       |
| Drummin                         | 3.889 | Ballinacor North  | Derrylossary    | Rathdrum       |
| Drummin                         | 351   | Shillelagh        | Moyacomb        | Shillelagh     |
| Drummin                         | 303   | Ballinacor South  | Preban          | Shillelagh     |
| Drummin East                    | 261   | Newcastle         | Kilcoole        | Rathdrum       |
| Drummin West                    | 51    | Newcastle         | Kilcoole        | Rathdrum       |
| Drumreagh                       | 147   | Upper Talbotstown | Donaghmore      | Baltinglass    |
| Drumreagh                       | 251   | Lower Talbotstown | Hollywood       | Baltinglass    |
| Dunboyke                        | 187   | Lower Talbotstown | Hollywood       | Baltinglass    |
| Dunbur Head                     | 251   | Arklow            | Kilpoole        | Rathdrum       |
| Dunbur Lower                    | 250   | Arklow            | Kilpoole        | Rathdrum       |
| Dunbur Upper                    | 393   | Arklow            | Kilpoole        | Rathdrum       |
| Dunganstown East                | 287   | Arklow            | Dunganstown     | Rathdrum       |
| Dunganstown West                | 352   | Arklow            | Dunganstown     | Rathdrum       |
| Dunlavin                        | Town  | Lower Talbotstown | Dunlavin        | Baltinglass    |
| Dunlavin Lower                  | 392   | Lower Talbotstown | Dunlavin        | Baltinglass    |
| Dunlavin Upper                  | 452   | Lower Talbotstown | Dunlavin        | Baltinglass    |
| Dunran Demsne                   | 266   | Newcastle         | Killiskey       | Rathdrum       |
| Dunran Demsne                   | 37    | Newcastle         | Newcastle Upper | Rathdrum       |
| Dunranhill                      | 267   | Newcastle         | Newcastle Upper | Rathdrum       |
| Eadestown Hill                  | 124   | Upper Talbotstown | Donaghmore      | Baltinglass    |
| Eadestown Middle                | 248   | Upper Talbotstown | Donaghmore      | Baltinglass    |
| Eadestown North                 | 151   | Upper Talbotstown | Donaghmore      | Baltinglass    |
| Eadestown South                 | 175   | Upper Talbotstown | Donaghmore      | Baltinglass    |
| Easthill                        | 72    | Newcastle         | Newcastle Upper | Rathdrum       |
| Ecawn                           | 129   | Arklow            | Arklow          | Rathdrum       |
| Edmondstown                     | 24    | Lower Talbotstown | Blessington     | Naas           |
| Englishtown                     | 282   | Upper Talbotstown | Kilranelagh     | Baltinglass    |
| Ennereilly                      | 132   | Arklow            | Ennereilly      | Rathdrum       |
| Ennisboyne                      | 142   | Arklow            | Dunganstown     | Rathdrum       |
| Enniskerry                      | Town  | Rathdown          | Powerscourt     | Rathdown       |
| Enniskerry                      | 5     | Rathdown          | Powerscourt     | Rathdown       |
| Fananierin                      | 1.526 | Ballinacor South  | Ballinacor      | Rathdrum       |
| Farbreagra                      | 441   | Ballinacor South  | Moyne           | Shillelagh     |
| Farnees                         | 450   | Ballinacor South  | Kilcommon       | Shillelagh     |
| Farrankelly                     | 126   | Newcastle         | Kilcoole        | Rathdrum       |
| Fassaroe                        | 568   | Rathdown          | Kilmacanoge     | Rathdown       |
| Fauna                           | 235   | Upper Talbotstown | Donaghmore      | Baltinglass    |
| Ferrybank                       | 190   | Arklow            | Kilbride        | Rathdrum       |
| Fiddan                          | 191   | Upper Talbotstown | Kiltegan        | Baltinglass    |
| Fiddancoyle                     | 219   | Upper Talbotstown | Kiltegan        | Baltinglass    |
| Forristeen                      | 197   | Lower Talbotstown | Dunlavin        | Baltinglass    |
| Fortgranite                     | 121   | Upper Talbotstown | Kilranelagh     | Baltinglass    |
| Freynestown Lower               | 186   | Upper Talbotstown | Freynestown     | Baltinglass    |
| Freynestown Upper               | 223   | Upper Talbotstown | Freynestown     | Baltinglass    |
| Freynestownhill                 | 180   | Upper Talbotstown | Freynestown     | Baltinglass    |
| Friarhill                       | 229   | Lower Talbotstown | Tober           | Baltinglass    |
| Friarshill                      | 10    | Newcastle         | Rathnew         | Rathdrum       |
| Furzeditch East                 | 95    | Arklow            | Dunganstown     | Rathdrum       |
| Furzeditch West                 | 135   | Arklow            | Dunganstown     | Rathdrum       |
| Garnagowlan                     | 222   | Arklow            | Castlemacadam   | Rathdrum       |
| Garryduff                       | 300   | Newcastle         | Kilcommon       | Rathdrum       |
| Garryhoe                        | 335   | Ballinacor South  | Kilcommon       | Shillelagh     |
| Garryknock                      | 1.263 | Lower Talbotstown | Boystown        | Naas           |
| Garrymore Lower                 | 270   | Ballinacor North  | Rathdrum        | Rathdrum       |
| Garrymore Upper                 | 177   | Ballinacor North  | Rathdrum        | Rathdrum       |
| Gibraltar                       | 239   | Upper Talbotstown | Rathbran        | Baltinglass    |
| Gibstown                        | 313   | Upper Talbotstown | Donaghmore      | Baltinglass    |
| Giltspur                        | 206   | Rathdown          | Bray            | Rathdown       |
| Glashina                        | 218   | Lower Talbotstown | Burgage         | Naas           |
| Glaskenny                       | 199   | Rathdown          | Powerscourt     | Rathdown       |
| Glasnamullen                    | 1.828 | Ballinacor North  | Calary          | Rathdrum       |
| Glasnarget North                | 200   | Newcastle         | Kilcommon       | Rathdrum       |
| Glasnarget South                | 149   | Arklow            | Kilcommon       | Rathdrum       |
| Glebe                           | 42    | Lower Talbotstown | Hollywood       | Baltinglass    |
| Glebe                           | 5     | Rathdown          | Kilmacanoge     | Rathdown       |
| Glebe                           | 99    | Ballinacor North  | Derrylossary    | Rathdrum       |
| Glebe                           | 7     | Newcastle         | Drumkay         | Rathdrum       |
| Glebe                           | 63    | Newcastle         | Rathnew         | Rathdrum       |
| Glenart                         | 258   | Arklow            | Arklow          | Rathdrum       |
| Glenbride                       | 2.770 | Lower Talbotstown | Boystown        | Naas           |
| Glencap Commons North           | 190   | Rathdown          | Kilmacanoge     | Rathdown       |
| Glencap Commons South           | 526   | Rathdown          | Kilmacanoge     | Rathdown       |
| Glencap Commons Upper           | 354   | Rathdown          | Kilmacanoge     | Rathdown       |
| Glencormick North               | 42    | Rathdown          | Kilmacanoge     | Rathdown       |
| Glencormick South               | 129   | Rathdown          | Kilmacanoge     | Rathdown       |
| Glendarragh                     | 322   | Newcastle         | Newcastle Upper | Rathdrum       |
| Glenealt                        | Town  | Newcastle         | Glenealy        | Rathdrum       |
| Glennacanon                     | 269   | Upper Talbotstown | Ballynure       | Baltinglass    |
| Glennashouk                     | 423   | Shillelagh        | Carnew          | Shillelagh     |
| Glenphilipeen                   | 235   | Ballinacor South  | Kilcommon       | Shillelagh     |
| Glenteige                       | 203   | Arklow            | Kilbride        | Rathdrum       |
| Glenwood                        | 252   | Newcastle         | Derrylossary    | Rathdrum       |
| Goldenfort                      | 365   | Upper Talbotstown | Rathbran        | Baltinglass    |
| Goldenhill                      | 181   | Lower Talbotstown | Kilbride        | Naas           |
| Gormanstown                     | 212   | Arklow            | Dunganstown     | Rathdrum       |
| Gorteen                         | 221   | Shillelagh        | Crosspatrick    | Shillelagh     |
| Gowle                           | 597   | Shillelagh        | Crecrin         | Shillelagh     |
| Graigue                         | 279   | Upper Talbotstown | Kiltegan        | Baltinglass    |
| Granabeg Lower                  | 270   | Lower Talbotstown | Boystown        | Baltinglass    |
| Granabeg Upper                  | 242   | Lower Talbotstown | Boystown        | Baltinglass    |
| Granamore                       | 1.735 | Lower Talbotstown | Hollywood       | Baltinglass    |
| Grange North                    | 295   | Newcastle         | Killiskey       | Rathdrum       |
| Grange South                    | 266   | Newcastle         | Killiskey       | Rathdrum       |
| Grangecon Demesne               | 190   | Upper Talbotstown | Ballynure       | Baltinglass    |
| Grangecon Hill                  | 298   | Upper Talbotstown | Ballynure       | Baltinglass    |
| Grangecon Lower                 | 157   | Upper Talbotstown | Ballynure       | Baltinglass    |
| Grangecon Parks                 | 132   | Upper Talbotstown | Ballynure       | Baltinglass    |
| Grangecon Rocks                 | 159   | Upper Talbotstown | Ballynure       | Baltinglass    |
| Grangecon Upper                 | 173   | Upper Talbotstown | Ballynure       | Baltinglass    |
| Greenan Beg                     | 31    | Ballinacor North  | Knockrath       | Rathdrum       |
| Greenan More                    | 344   | Ballinacor North  | Knockrath       | Rathdrum       |
| Greenhall                       | 176   | Shillelagh        | Crosspatrick    | Shillelagh     |
| Greystones                      | Town  | Rathdown          | Delgany         | Rathdown       |
| Griffinstown Glen               | 111   | Upper Talbotstown | Ballynure       | Baltinglass    |
| Griffinstown Hill               | 267   | Upper Talbotstown | Ballynure       | Baltinglass    |
| Griffinstown Lower              | 203   | Upper Talbotstown | Ballynure       | Baltinglass    |
| Griffinstown Upper              | 252   | Upper Talbotstown | Ballynure       | Baltinglass    |
| Harristown                      | 142   | Lower Talbotstown | Hollywood       | Baltinglass    |
| Hartstown                       | 217   | Upper Talbotstown | Ballynure       | Baltinglass    |
| Hawkstown Lower                 | 198   | Arklow            | Drumkay         | Rathdrum       |
| Hawkstown Upper                 | 248   | Arklow            | Drumkay         | Rathdrum       |
| Haylands                        | 142   | Lower Talbotstown | Blessington     | Naas           |
| Hempstown                       | 279   | Lower Talbotstown | Blessington     | Naas           |
| Highpark Lower                  | 213   | Upper Talbotstown | Kiltegan        | Baltinglass    |
| Highpark Upper                  | 203   | Upper Talbotstown | Kiltegan        | Baltinglass    |
| Hillbrook Lower                 | 566   | Shillelagh        | Carnew          | Shillelagh     |
| Hillbrook Upper                 | 570   | Shillelagh        | Carnew          | Shillelagh     |
| Holdenstown Lower               | 214   | Upper Talbotstown | Baltinglass     | Baltinglass    |
| Holdenstown Upper               | 240   | Upper Talbotstown | Baltinglass     | Baltinglass    |
| Hollybrook                      | 108   | Rathdown          | Kilmacanoge     | Rathdown       |
| Hollywood Demesne               | 198   | Lower Talbotstown | Hollywood       | Baltinglass    |
| Hollywood Lower                 | 123   | Lower Talbotstown | Hollywood       | Baltinglass    |
| Hollywood Upper                 | 93    | Lower Talbotstown | Hollywood       | Baltinglass    |
| Holyvalley                      | 59    | Lower Talbotstown | Blessington     | Naas           |
| Holywell                        | 23    | Newcastle         | Kilcoole        | Rathdrum       |
| Humewood                        | 289   | Upper Talbotstown | Kiltegan        | Baltinglass    |
| Humphrystown                    | 664   | Lower Talbotstown | Boystown        | Naas           |
| Inchanappa North                | 62    | Newcastle         | Killiskey       | Rathdrum       |
| Inchanappa South                | 183   | Newcastle         | Killiskey       | Rathdrum       |
| Intack                          | 80    | Lower Talbotstown | Donard          | Baltinglass    |
| Irishtown                       | 105   | Rathdown          | Bray            | Rathdown       |
| Irishtown East                  | 86    | Lower Talbotstown | Donard          | Baltinglass    |
| Irishtown Park                  | 95    | Lower Talbotstown | Donard          | Baltinglass    |
| Irishtown West                  | 66    | Lower Talbotstown | Donard          | Baltinglass    |
| Irongrange Lower                | 181   | Upper Talbotstown | Baltinglass     | Baltinglass    |
| Irongrange Upper                | 280   | Upper Talbotstown | Baltinglass     | Baltinglass    |
| Island in Broad Lough           | 9     | Newcastle         | Rathnew         | Rathdrum       |
| Johnstown                       | 435   | Lower Talbotstown | Hollywood       | Baltinglass    |
| Johnstown                       | 79    | Newcastle         | Kilcoole        | Rathdrum       |
| Johnstown Hill                  | 216   | Arklow            | Inch            | Rathdrum       |
| Johnstown Lower                 | 171   | Arklow            | Inch            | Rathdrum       |
| Johnstown North                 | 212   | Arklow            | Kilbride        | Rathdrum       |
| Johnstown South                 | 215   | Arklow            | Kilbride        | Rathdrum       |
| Johnstown Upper                 | 146   | Arklow            | Inch            | Rathdrum       |
| Keadeen                         | 361   | Upper Talbotstown | Kilranelagh     | Baltinglass    |
| Keeloge                         | 82    | Arklow            | Kilbride        | Rathdrum       |
| Keeloge Lower                   | 146   | Newcastle         | Newcastle Upper | Rathdrum       |
| Keeloge Upper                   | 146   | Newcastle         | Newcastle Upper | Rathdrum       |
| Keeloges                        | 67    | Arklow            | Kilcommon       | Rathdrum       |
| Kellystown                      | 128   | Newcastle         | Killiskey       | Rathdrum       |
| Kelsha                          | 279   | Upper Talbotstown | Kiltegan        | Baltinglass    |
| Kelshabeg                       | 245   | Upper Talbotstown | Kiltegan        | Baltinglass    |
| Kelshamore                      | 330   | Upper Talbotstown | Donaghmore      | Baltinglass    |
| Kennystown                      | 201   | Shillelagh        | Carnew          | Shillelagh     |
| Kiernans Hill                   | 152   | Lower Talbotstown | Hollywood       | Baltinglass    |
| Kilballyowen                    | 1.339 | Ballinacor South  | Preban          | Shillelagh     |
| Kilbaylet Lower                 | 235   | Lower Talbotstown | Donard          | Baltinglass    |
| Kilbaylet Upper                 | 482   | Lower Talbotstown | Donard          | Baltinglass    |
| Kilbeg                          | 2.107 | Lower Talbotstown | Boystown        | Naas           |
| Kilboy                          | 96    | Arklow            | Dunganstown     | Rathdrum       |
| Kilbreffy                       | 183   | Upper Talbotstown | Donaghmore      | Baltinglass    |
| Kilbride                        | 938   | Lower Talbotstown | Kilbride        | Naas           |
| Kilbride                        | 139   | Rathdown          | Bray            | Rathdown       |
| Kilbride                        | 189   | Arklow            | Dunganstown     | Rathdrum       |
| Kilbride                        | 317   | Arklow            | Kilbride        | Rathdrum       |
| Kilcandra                       | 183   | Arklow            | Dunganstown     | Rathdrum       |
| Kilcandra                       | 457   | Arklow            | Glenealy        | Rathdrum       |
| Kilcarney Lower                 | 407   | Ballinacor South  | Hacketstown     | Baltinglass    |
| Kilcarney Upper                 | 432   | Ballinacor South  | Hacketstown     | Baltinglass    |
| Kilcarra East                   | 197   | Arklow            | Arklow          | Rathdrum       |
| Kilcarra West                   | 480   | Arklow            | Arklow          | Rathdrum       |
| Kilcashel                       | 336   | Arklow            | Castlemacadam   | Rathdrum       |
| Kilcavan Lower                  | 423   | Shillelagh        | Carnew          | Shillelagh     |
| Kilcavan Upper                  | 311   | Shillelagh        | Carnew          | Shillelagh     |
| Kilcoagh East                   | 1.128 | Lower Talbotstown | Donard          | Baltinglass    |
| Kilcoagh West                   | 114   | Lower Talbotstown | Donard          | Baltinglass    |
| Kilcoole                        | Town  | Newcastle         | Kilcoole        | Rathdrum       |
| Kilcoole                        | 233   | Newcastle         | Kilcoole        | Rathdrum       |
| Kilcroney                       | 218   | Rathdown          | Kilmacanoge     | Rathdown       |
| Kilday                          | 234   | Newcastle         | Newcastle Upper | Rathdrum       |
| Kilgarran                       | 22    | Rathdown          | Powerscourt     | Rathdown       |
| Kill                            | 215   | Upper Talbotstown | Rathbran        | Baltinglass    |
| Killabeg                        | 414   | Shillelagh        | Aghowle         | Shillelagh     |
| Killacloran                     | 1.386 | Ballinacor South  | Kilpipe         | Rathdrum       |
| Killadreenan                    | 579   | Newcastle         | Newcastle Lower | Rathdrum       |
| Killaduff                       | 582   | Ballinacor South  | Kilpipe         | Shillelagh     |
| Killahurler Lower               | 239   | Arklow            | Killahurler     | Rathdrum       |
| Killahurler Upper               | 185   | Arklow            | Killahurler     | Rathdrum       |
| Killalish Lower                 | 306   | Upper Talbotstown | Kilranelagh     | Baltinglass    |
| Killalish Upper                 | 145   | Upper Talbotstown | Kilranelagh     | Baltinglass    |
| Killamoat Lower                 | 281   | Upper Talbotstown | Kiltegan        | Baltinglass    |
| Killamoat Upper                 | 224   | Upper Talbotstown | Kiltegan        | Baltinglass    |
| Killarney                       | 183   | Rathdown          | Bray            | Rathdown       |
| Killaveny                       | 1.020 | Ballinacor South  | Kilpipe         | Shillelagh     |
| Killeagh                        | 313   | Ballinacor South  | Ballykine       | Rathdrum       |
| Killeagh                        | 206   | Arklow            | Kilbride        | Rathdrum       |
| Killegar                        | 656   | Rathdown          | Powerscourt     | Rathdown       |
| Killerk                         | 16    | Lower Talbotstown | Hollywood       | Baltinglass    |
| Killickabawn                    | 85    | Newcastle         | Kilcoole        | Rathdrum       |
| Killincarrig                    | Town  | Rathdown          | Delgany         | Rathdown       |
| Killincarrig                    | 560   | Rathdown          | Delgany         | Rathdown       |
| Killiniskyduff                  | 187   | Arklow            | Kilbride        | Rathdrum       |
| Killinpark                      | 74    | Newcastle         | Kilcoole        | Rathdrum       |
| Killinure                       | 1.767 | Shillelagh        | Aghowle         | Shillelagh     |
| Killiskey                       | 104   | Newcastle         | Killiskey       | Rathdrum       |
| Killough Lower                  | 128   | Rathdown          | Kilmacanoge     | Rathdown       |
| Killough Upper                  | 230   | Rathdown          | Kilmacanoge     | Rathdown       |
| Killoughter                     | 389   | Newcastle         | Rathnew         | Rathdrum       |
| Killybeg                        | 388   | Upper Talbotstown | Donaghmore      | Baltinglass    |
| Kilmacanoge North               | 152   | Rathdown          | Kilmacanoge     | Rathdown       |
| Kilmacanoge South               | 217   | Rathdown          | Kilmacanoge     | Rathdown       |
| Kilmacoo                        | 372   | Arklow            | Castlemacadam   | Rathdrum       |
| Kilmacoo                        | 154   | Arklow            | Redcross        | Rathdrum       |
| Kilmacoo Upper                  | 279   | Arklow            | Castlemacadam   | Rathdrum       |
| Kilmacrea Lower                 | 249   | Arklow            | Redcross        | Rathdrum       |
| Kilmacrea Upper                 | 182   | Arklow            | Redcross        | Rathdrum       |
| Kilmacullagh                    | 175   | Newcastle         | Newcastle Upper | Rathdrum       |
| Kilmacurra East                 | 137   | Arklow            | Dunganstown     | Rathdrum       |
| Kilmacurra West                 | 111   | Arklow            | Dunganstown     | Rathdrum       |
| Kilmagig Lower                  | 284   | Arklow            | Castlemacadam   | Rathdrum       |
| Kilmagig Upper                  | 297   | Arklow            | Castlemacadam   | Rathdrum       |
| Kilmalin                        | 375   | Rathdown          | Powerscourt     | Rathdown       |
| Kilmanoge                       | 130   | Arklow            | Dunganstown     | Rathdrum       |
| Kilmartin                       | 313   | Newcastle         | Killiskey       | Rathdrum       |
| Kilmullin                       | 359   | Newcastle         | Derrylossary    | Rathdrum       |
| Kilmullin                       | 348   | Newcastle         | Newcastle Lower | Rathdrum       |
| Kilmurry                        | 96    | Upper Talbotstown | Baltinglass     | Baltinglass    |
| Kilmurry                        | 339   | Newcastle         | Newcastle Upper | Rathdrum       |
| Kilmurry Lower                  | 326   | Upper Talbotstown | Baltinglass     | Baltinglass    |
| Kilmurry Lower                  | 172   | Arklow            | Arklow          | Rathdrum       |
| Kilmurry Middle                 | 137   | Arklow            | Arklow          | Rathdrum       |
| Kilmurry North                  | 319   | Rathdown          | Kilmacanoge     | Rathdown       |
| Kilmurry North                  | 300   | Arklow            | Redcross        | Rathdrum       |
| Kilmurry South                  | 368   | Rathdown          | Kilmacanoge     | Rathdown       |
| Kilmurry South                  | 214   | Arklow            | Redcross        | Rathdrum       |
| Kilmurry Upper                  | 125   | Upper Talbotstown | Baltinglass     | Baltinglass    |
| Kilmurry Upper                  | 124   | Arklow            | Arklow          | Rathdrum       |
| Kilnamanagh Beg                 | 337   | Arklow            | Glenealy        | Rathdrum       |
| Kilnamanagh More                | 466   | Arklow            | Glenealy        | Rathdrum       |
| Kilpatrick                      | 523   | Arklow            | Ennereilly      | Rathdrum       |
| Kilpedder East                  | 125   | Newcastle         | Kilcoole        | Rathdrum       |
| Kilpedder West                  | 33    | Newcastle         | Kilcoole        | Rathdrum       |
| Kilpipe                         | 694   | Ballinacor South  | Kilpipe         | Shillelagh     |
| Kilpoole Hill                   | 210   | Arklow            | Kilpoole        | Rathdrum       |
| Kilpoole Lower                  | 226   | Arklow            | Kilpoole        | Rathdrum       |
| Kilpoole Upper                  | 175   | Arklow            | Kilpoole        | Rathdrum       |
| Kilquade                        | 350   | Newcastle         | Kilcoole        | Rathdrum       |
| Kilquade                        | 46    | Newcastle         | Newcastle Lower | Rathdrum       |
| Kilqueeny                       | 147   | Arklow            | Castlemacadam   | Rathdrum       |
| Kilquiggin                      | 364   | Shillelagh        | Mullinacuff     | Shillelagh     |
| Kilranelagh                     | 221   | Upper Talbotstown | Kilranelagh     | Baltinglass    |
| Kilruddery Deerpark             | 271   | Rathdown          | Bray            | Rathdown       |
| Kilruddery Deerpark             | 167   | Rathdown          | Delgany         | Rathdown       |
| Kilruddery Demesne East         | 71    | Rathdown          | Bray            | Rathdown       |
| Kilruddery Demesne West         | 348   | Rathdown          | Bray            | Rathdown       |
| Kiltegan                        | Town  | Upper Talbotstown | Kiltegan        | Baltinglass    |
| Kiltegan                        | 284   | Upper Talbotstown | Kiltegan        | Baltinglass    |
| Kiltimon                        | 297   | Newcastle         | Killiskey       | Rathdrum       |
| Kiltimon                        | 5     | Newcastle         | Newcastle Upper | Rathdrum       |
| Kindlestown Lower               | 177   | Rathdown          | Delgany         | Rathdown       |
| Kindlestown Upper               | 261   | Rathdown          | Delgany         | Rathdown       |
| Kingston                        | 144   | Arklow            | Castlemacadam   | Rathdrum       |
| Kinsellastown                   | 264   | Lower Talbotstown | Crehelp         | Baltinglass    |
| Kippure                         | 1.450 | Lower Talbotstown | Kilbride        | Naas           |
| Kirikee                         | 716   | Ballinacor North  | Knockrath       | Rathdrum       |
| Kish                            | 78    | Arklow            | Arklow          | Rathdrum       |
| Knickeen                        | 118   | Upper Talbotstown | Donaghmore      | Baltinglass    |
| Knockaderry                     | 405   | Upper Talbotstown | Donaghmore      | Baltinglass    |
| Knockadosan                     | 249   | Ballinacor North  | Rathdrum        | Rathdrum       |
| Knockadreet                     | 296   | Newcastle         | Killiskey       | Rathdrum       |
| Knockadreet                     | 276   | Newcastle         | Newcastle Upper | Rathdrum       |
| Knockalt Lower                  | 226   | Lower Talbotstown | Boystown        | Baltinglass    |
| Knockalt Upper                  | 162   | Lower Talbotstown | Boystown        | Baltinglass    |
| Knockananna                     | 267   | Ballinacor South  | Hacketstown     | Shillelagh     |
| Knockanarrigan                  | 253   | Upper Talbotstown | Donaghmore      | Baltinglass    |
| Knockandarragh                  | 378   | Upper Talbotstown | Donaghmore      | Baltinglass    |
| Knockandort                     | 151   | Lower Talbotstown | Dunlavin        | Baltinglass    |
| Knockanduff                     | 102   | Arklow            | Castlemacadam   | Rathdrum       |
| Knockanode                      | 247   | Arklow            | Castlemacadam   | Rathdrum       |
| Knockanooker Lower              | 235   | Ballinacor South  | Hacketstown     | Shillelagh     |
| Knockanooker Upper              | 338   | Ballinacor South  | Hacketstown     | Shillelagh     |
| Knockanrahan Lower              | 112   | Arklow            | Arklow          | Rathdrum       |
| Knockanrahan Upper              | 184   | Arklow            | Arklow          | Rathdrum       |
| Knockanreagh                    | 221   | Upper Talbotstown | Ballynure       | Baltinglass    |
| Knockanree                      | 71    | Arklow            | Arklow          | Rathdrum       |
| Knockanree Lower                | 351   | Arklow            | Castlemacadam   | Rathdrum       |
| Knockanree Upper                | 456   | Arklow            | Castlemacadam   | Rathdrum       |
| Knockaphrumpa                   | 320   | Newcastle         | Derrylossary    | Rathdrum       |
| Knockaquirk                     | 42    | Arklow            | Drumkay         | Rathdrum       |
| Knockarigg                      | 324   | Upper Talbotstown | Ballynure       | Baltinglass    |
| Knockarigg Demesne              | 146   | Upper Talbotstown | Ballynure       | Baltinglass    |
| Knockarigg Hill                 | 156   | Upper Talbotstown | Ballynure       | Baltinglass    |
| Knockatemple                    | 449   | Newcastle         | Calary          | Rathdrum       |
| Knockatillane                   | 579   | Lower Talbotstown | Kilbride        | Naas           |
| Knockatomcoyle                  | 1.132 | Shillelagh        | Mullinacuff     | Shillelagh     |
| Knockavurrig                    | 187   | Upper Talbotstown | Kiltegan        | Baltinglass    |
| Knockbane                       | 103   | Lower Talbotstown | Kilbride        | Naas           |
| Knockbawn                       | 155   | Upper Talbotstown | Freynestown     | Baltinglass    |
| Knockbawn                       | 78    | Rathdown          | Powerscourt     | Rathdown       |
| Knockdoo                        | 287   | Upper Talbotstown | Ballynure       | Baltinglass    |
| Knockeen                        | 700   | Shillelagh        | Liscolman       | Shillelagh     |
| Knockfadda                      | 1.062 | Newcastle         | Newcastle Upper | Rathdrum       |
| Knockieran Lower                | 290   | Lower Talbotstown | Blessington     | Naas           |
| Knockieran Upper                | 192   | Lower Talbotstown | Blessington     | Naas           |
| Knockloe                        | 254   | Shillelagh        | Ardoyne         | Shillelagh     |
| Knockloe                        | 434   | Shillelagh        | Liscolman       | Shillelagh     |
| Knockmiller                     | 172   | Arklow            | Killahurler     | Rathdrum       |
| Knocknaboley                    | 572   | Lower Talbotstown | Hollywood       | Baltinglass    |
| Knocknaboley                    | 715   | Ballinacor South  | Kilcommon       | Shillelagh     |
| Knocknadroose                   | 3.084 | Lower Talbotstown | Hollywood       | Baltinglass    |
| Knocknagilky Lower              | 160   | Ballinacor South  | Hacketstown     | Baltinglass    |
| Knocknagilky Upper              | 325   | Ballinacor South  | Hacketstown     | Baltinglass    |
| Knocknagree                     | 119   | Ballinacor South  | Kiltegan        | Baltinglass    |
| Knocknagull                     | 201   | Lower Talbotstown | Dunlavin        | Baltinglass    |
| Knocknamohill                   | 300   | Arklow            | Castlemacadam   | Rathdrum       |
| Knocknamuck Lower               | 184   | Upper Talbotstown | Ballynure       | Baltinglass    |
| Knocknamuck Upper               | 146   | Upper Talbotstown | Ballynure       | Baltinglass    |
| Knocknamunnion                  | 314   | Upper Talbotstown | Donaghmore      | Baltinglass    |
| Knocknashamroge                 | 276   | Ballinacor South  | Hacketstown     | Shillelagh     |
| Knocknaskeagh                   | 267   | Ballinacor South  | Hacketstown     | Shillelagh     |
| Knocknastreile                  | 49    | Lower Talbotstown | Hollywood       | Baltinglass    |
| Knockraheen                     | 1.370 | Newcastle         | Calary          | Rathdrum       |
| Knockrath Big                   | 976   | Ballinacor North  | Knockrath       | Rathdrum       |
| Knockrath Little                | 339   | Ballinacor North  | Knockrath       | Rathdrum       |
| Knockrobin                      | 110   | Newcastle         | Rathnew         | Rathdrum       |
| Knockrobin Murragh              | 17    | Newcastle         | Rathnew         | Rathdrum       |
| Knockroe                        | 96    | Lower Talbotstown | Hollywood       | Baltinglass    |
| Knockroe                        | 154   | Newcastle         | Kilcoole        | Rathdrum       |
| Knocksink                       | 40    | Rathdown          | Powerscourt     | Rathdown       |
| Knoxtershill                    | 138   | Upper Talbotstown | Ballynure       | Baltinglass    |
| Kyle                            | 401   | Ballinacor South  | Kilcommon       | Shillelagh     |
| Lackan                          | 1.543 | Lower Talbotstown | Boystown        | Naas           |
| Lackandarragh Lower             | 228   | Rathdown          | Powerscourt     | Rathdown       |
| Lackandarragh Upper             | 204   | Rathdown          | Powerscourt     | Rathdown       |
| Lackareagh                      | 338   | Upper Talbotstown | Ballynure       | Baltinglass    |
| Lamberton                       | 126   | Arklow            | Arklow          | Rathdrum       |
| Laragh                          | 473   | Shillelagh        | Mullinacuff     | Shillelagh     |
| Laragh East                     | 2.202 | Ballinacor North  | Derrylossary    | Rathdrum       |
| Laragh West                     | 3.291 | Ballinacor North  | Derrylossary    | Rathdrum       |
| Lathaleere                      | 209   | Upper Talbotstown | Baltinglass     | Baltinglass    |
| Leabeg Lower                    | 182   | Newcastle         | Newcastle Lower | Rathdrum       |
| Leabeg Middle                   | 238   | Newcastle         | Newcastle Lower | Rathdrum       |
| Leabeg Upper                    | 193   | Newcastle         | Newcastle Lower | Rathdrum       |
| Leamore Lower                   | 195   | Newcastle         | Newcastle Lower | Rathdrum       |
| Leamore Upper                   | 349   | Newcastle         | Newcastle Lower | Rathdrum       |
| Leitrim                         | 355   | Upper Talbotstown | Donaghmore      | Baltinglass    |
| Lemonstown                      | 686   | Lower Talbotstown | Crehelp         | Baltinglass    |
| Leoh                            | 1.010 | Upper Talbotstown | Donaghmore      | Baltinglass    |
| Levern                          | 215   | Upper Talbotstown | Donaghmore      | Baltinglass    |
| Lickeen                         | 163   | Ballinacor North  | Knockrath       | Rathdrum       |
| Liscolman                       | 947   | Shillelagh        | Liscolman       | Shillelagh     |
| Lisheens                        | 373   | Lower Talbotstown | Kilbride        | Naas           |
| Lobawn                          | 411   | Upper Talbotstown | Donaghmore      | Baltinglass    |
| Lockstown Lower                 | 324   | Lower Talbotstown | Hollywood       | Baltinglass    |
| Lockstown Upper                 | 736   | Lower Talbotstown | Hollywood       | Baltinglass    |
| Longhill Commons                | 7     | Rathdown          | Kilmacanoge     | Rathdown       |
| Lorrug                          | 157   | Lower Talbotstown | Dunlavin        | Baltinglass    |
| Loughmogue Lower                | 190   | Lower Talbotstown | Dunlavin        | Baltinglass    |
| Loughmogue Upper                | 302   | Lower Talbotstown | Dunlavin        | Baltinglass    |
| Lowtown                         | 241   | Upper Talbotstown | Ballynure       | Baltinglass    |
| Lugatryna                       | 252   | Lower Talbotstown | Dunlavin        | Baltinglass    |
| Lugduff                         | 2.354 | Ballinacor North  | Derrylossary    | Rathdrum       |
| Lugduff                         | 384   | Ballinacor South  | Kilcommon       | Shillelagh     |
| Lugglass Lower                  | 241   | Lower Talbotstown | Hollywood       | Baltinglass    |
| Lugglass Upper                  | 240   | Lower Talbotstown | Hollywood       | Baltinglass    |
| Lugnagroagh                     | 227   | Lower Talbotstown | Boystown        | Naas           |
| Lugnagun Great                  | 518   | Lower Talbotstown | Blessington     | Naas           |
| Lugnagun Little                 | 120   | Lower Talbotstown | Blessington     | Naas           |
| Lugnaquillia                    | 874   | Upper Talbotstown | Donaghmore      | Baltinglass    |
| Lumcloon                        | 221   | Shillelagh        | Aghowle         | Shillelagh     |
| Lybagh                          | 381   | Ballinacor South  | Kiltegan        | Baltinglass    |
| Macreddin East                  | 441   | Ballinacor South  | Ballykine       | Rathdrum       |
| Macreddin West                  | 186   | Ballinacor South  | Ballykine       | Rathdrum       |
| Maghera Beg                     | 173   | Arklow            | Dunganstown     | Rathdrum       |
| Maghera More                    | 506   | Arklow            | Dunganstown     | Rathdrum       |
| Mangans                         | 386   | Ballinacor South  | Kilcommon       | Shillelagh     |
| Manger                          | 221   | Upper Talbotstown | Rathbran        | Baltinglass    |
| Manofwar                        | 99    | Lower Talbotstown | Tober           | Baltinglass    |
| Marsh                           | 199   | Arklow            | Kilbride        | Rathdrum       |
| Mattymount                      | 130   | Upper Talbotstown | Rathbran        | Baltinglass    |
| Meetings                        | 343   | Ballinacor North  | Rathdrum        | Rathdrum       |
| Merepark                        | 81    | Newcastle         | Newcastle Upper | Rathdrum       |
| Merginstown                     | 163   | Lower Talbotstown | Dunlavin        | Baltinglass    |
| Merginstown Demesne             | 198   | Lower Talbotstown | Dunlavin        | Baltinglass    |
| Merginstown Glen                | 303   | Lower Talbotstown | Dunlavin        | Baltinglass    |
| Merrymeeting                    | 175   | Newcastle         | Rathnew         | Rathdrum       |
| Mill Land                       | 117   | Ballinacor South  | Crosspatrick    | Shillelagh     |
| Milltown                        | 257   | Lower Talbotstown | Dunlavin        | Baltinglass    |
| Milltown North                  | 308   | Newcastle         | Rathnew         | Rathdrum       |
| Milltown South                  | 68    | Newcastle         | Rathnew         | Rathdrum       |
| Minmore                         | 19    | Shillelagh        | Aghowle         | Shillelagh     |
| Minmore                         | 30    | Shillelagh        | Carnew          | Shillelagh     |
| Minmore                         | 229   | Shillelagh        | Moyacomb        | Shillelagh     |
| Moanaspick                      | 282   | Lower Talbotstown | Kilbride        | Naas           |
| Moanvawn                        | 237   | Upper Talbotstown | Freynestown     | Baltinglass    |
| Monaglogh                       | 297   | Arklow            | Killahurler     | Rathdrum       |
| Monalin                         | 152   | Newcastle         | Newcastle Upper | Rathdrum       |
| Monamuck                        | 446   | Lower Talbotstown | Boystown        | Baltinglass    |
| Monastery                       | 327   | Rathdown          | Powerscourt     | Rathdown       |
| Monatore                        | 209   | Upper Talbotstown | Ballynure       | Baltinglass    |
| Monduff                         | 169   | Newcastle         | Rathnew         | Rathdrum       |
| Money Big                       | 208   | Arklow            | Arklow          | Rathdrum       |
| Money Little                    | 97    | Arklow            | Arklow          | Rathdrum       |
| Money Lower                     | 485   | Shillelagh        | Aghowle         | Shillelagh     |
| Money Upper                     | 953   | Shillelagh        | Aghowle         | Shillelagh     |
| Moneycarroll                    | 79    | Newcastle         | Newcastle Upper | Rathdrum       |
| Moneylane                       | 98    | Arklow            | Arklow          | Rathdrum       |
| Moneymeen                       | 517   | Ballinacor South  | Ballinacor      | Rathdrum       |
| Moneymore                       | 404   | Upper Talbotstown | Ballynure       | Baltinglass    |
| Moneystown Hill                 | 364   | Newcastle         | Derrylossary    | Rathdrum       |
| Moneystown North                | 375   | Newcastle         | Derrylossary    | Rathdrum       |
| Moneystown South                | 176   | Newcastle         | Derrylossary    | Rathdrum       |
| Moneyteige Middle               | 297   | Arklow            | Ballintemple    | Rathdrum       |
| Moneyteige North                | 260   | Arklow            | Ballintemple    | Rathdrum       |
| Moneyteige South                | 328   | Arklow            | Ballintemple    | Rathdrum       |
| Mongan                          | 258   | Arklow            | Arklow          | Rathdrum       |
| Mongnacool Lower                | 317   | Ballinacor South  | Ballykine       | Rathdrum       |
| Mongnacool Upper                | 223   | Ballinacor South  | Ballykine       | Rathdrum       |
| Mooreshill                      | 335   | Arklow            | Killahurler     | Rathdrum       |
| Moorspark                       | 85    | Upper Talbotstown | Donaghmore      | Baltinglass    |
| Moorstown                       | 147   | Upper Talbotstown | Donaghmore      | Baltinglass    |
| Moorstown                       | 119   | Newcastle         | Killiskey       | Rathdrum       |
| Mount Kennedy Demesne           | 39    | Newcastle         | Kilcoole        | Rathdrum       |
| Mount Kennedy Demesne           | 412   | Newcastle         | Newcastle Upper | Rathdrum       |
| Mountjohn                       | 82    | Newcastle         | Newcastle Upper | Rathdrum       |
| Mountlusk                       | 105   | Arklow            | Kilcommon       | Rathdrum       |
| Mountpleasant                   | 202   | Shillelagh        | Crosspatrick    | Shillelagh     |
| Mountusher                      | 109   | Newcastle         | Rathnew         | Rathdrum       |
| Moylisha                        | 628   | Shillelagh        | Moyacomb        | Shillelagh     |
| Moyne                           | 351   | Ballinacor South  | Moyne           | Shillelagh     |
| Moyntiagh                       | 284   | Newcastle         | Derrylossary    | Rathdrum       |
| Muckduff Lower                  | 368   | Upper Talbotstown | Kiltegan        | Baltinglass    |
| Muckduff Upper                  | 483   | Upper Talbotstown | Kiltegan        | Baltinglass    |
| Mucklagh                        | 784   | Ballinacor South  | Ballinacor      | Rathdrum       |
| Mucklagh                        | 500   | Ballinacor South  | Kilpipe         | Shillelagh     |
| Mullanacranna                   | 239   | Upper Talbotstown | Kiltegan        | Baltinglass    |
| Mullannaskeagh                  | 263   | Ballinacor South  | Kilcommon       | Shillelagh     |
| Mullans                         | 7     | Upper Talbotstown | Rathsallagh     | Baltinglass    |
| Mullans North                   | 548   | Ballinacor South  | Kilcommon       | Shillelagh     |
| Mullans South                   | 536   | Ballinacor South  | Kilcommon       | Shillelagh     |
| Mullinaveige.                   | 705   | Ballinacor North  | Calary          | Rathdrum       |
| Mullycagh Lower                 | 341   | Lower Talbotstown | Hollywood       | Baltinglass    |
| Mullycagh Upper                 | 394   | Lower Talbotstown | Hollywood       | Baltinglass    |
| Mungacullin                     | 450   | Shillelagh        | Aghowle         | Shillelagh     |
| Muskeagh                        | 557   | Ballinacor South  | Kilcommon       | Shillelagh     |
| Newbawn                         | 419   | Arklow            | Dunganstown     | Rathdrum       |
| Newcastle                       | Town  | Newcastle         | Newcastle Lower | Rathdrum       |
| Newcastle Lower                 | 189   | Newcastle         | Newcastle Lower | Rathdrum       |
| Newcastle Middle                | 295   | Newcastle         | Newcastle Lower | Rathdrum       |
| Newcastle Upper                 | 351   | Newcastle         | Newcastle Lower | Rathdrum       |
| Newcourt                        | 369   | Rathdown          | Bray            | Rathdown       |
| Newpaddocks                     | 77    | Lower Talbotstown | Blessington     | Naas           |
| Newpark                         | 211   | Upper Talbotstown | Donaghmore      | Baltinglass    |
| Newrath                         | 267   | Newcastle         | Rathnew         | Rathdrum       |
| Newry                           | 1.274 | Shillelagh        | Moyacomb        | Shillelagh     |
| Newtown                         | 130   | Upper Talbotstown | Donaghmore      | Baltinglass    |
| Newtown                         | 393   | Lower Talbotstown | Hollywood       | Baltinglass    |
| Newtown                         | 127   | Upper Talbotstown | Kilranelagh     | Baltinglass    |
| Newtown                         | 150   | Rathdown          | Kilmacanoge     | Rathdown       |
| Newtown                         | 106   | Arklow            | Drumkay         | Rathdrum       |
| Newtown                         | 393   | Shillelagh        | Mullinacuff     | Shillelagh     |
| Newtown Mountkennedy            | Town  | Newcastle         | Newcastle Upper | Rathdrum       |
| Newtown Vevay                   | Town  | Rathdown          | Bray            | Rathdown       |
| Newtownboswell                  | 166   | Newcastle         | Killiskey       | Rathdrum       |
| Newtownmountkennedy             | 103   | Newcastle         | Newcastle Upper | Rathdrum       |
| Newtownsaunders                 | 356   | Upper Talbotstown | Baltinglass     | Baltinglass    |
| Oakwood                         | 1.721 | Lower Talbotstown | Hollywood       | Baltinglass    |
| Oghil Lower                     | 387   | Arklow            | Redcross        | Rathdrum       |
| Oghil Upper                     | 219   | Arklow            | Redcross        | Rathdrum       |
| Oldboleys                       | 1.165 | Rathdown          | Powerscourt     | Rathdown       |
| Oldcourt                        | 244   | Upper Talbotstown | Rathsallagh     | Baltinglass    |
| Oldcourt                        | 873   | Lower Talbotstown | Blessington     | Naas           |
| Oldcourt                        | 316   | Rathdown          | Bray            | Rathdown       |
| Oldpaddocks                     | 41    | Lower Talbotstown | Blessington     | Naas           |
| Oldtown                         | 214   | Upper Talbotstown | Ballynure       | Baltinglass    |
| Onagh                           | 188   | Rathdown          | Powerscourt     | Rathdown       |
| Paddock                         | 31    | Rathdown          | Delgany         | Rathdown       |
| Park                            | 229   | Arklow            | Arklow          | Rathdrum       |
| Park                            | 469   | Shillelagh        | Moyacomb        | Shillelagh     |
| Parkmore                        | 662   | Newcastle         | Derrylossary    | Rathdrum       |
| Parkmore                        | 150   | Shillelagh        | Carnew          | Shillelagh     |
| Parkmore                        | 143   | Shillelagh        | Carnew          | Shillelagh     |
| Parknashaw                      | 164   | Arklow            | Castlemacadam   | Rathdrum       |
| Parknasilloge                   | 122   | Rathdown          | Powerscourt     | Rathdown       |
| Parkroe                         | 532   | Newcastle         | Derrylossary    | Rathdrum       |
| Paulbeg                         | 372   | Shillelagh        | Carnew          | Shillelagh     |
| Pinnacle                        | 95    | Upper Talbotstown | Baltinglass     | Baltinglass    |
| Plezica                         | 211   | Lower Talbotstown | Dunlavin        | Baltinglass    |
| Pollaghadoo                     | 475   | Upper Talbotstown | Donaghmore      | Baltinglass    |
| Pollahoney                      | 366   | Arklow            | Arklow          | Rathdrum       |
| Pollaphuca                      | 117   | Arklow            | Castlemacadam   | Rathdrum       |
| Powerscourt Demesne             | 811   | Rathdown          | Powerscourt     | Rathdown       |
| Powerscourt Mountain            | 7.590 | Rathdown          | Powerscourt     | Rathdown       |
| Powerscourt Paddock             | 1.017 | Rathdown          | Calary          | Rathdown       |
| Preban                          | 277   | Ballinacor South  | Preban          | Shillelagh     |
| Priestsnewtown                  | 347   | Newcastle         | Kilcoole        | Rathdrum       |
| Prospect Lower                  | 122   | Newcastle         | Newcastle Upper | Rathdrum       |
| Prospect Upper                  | 52    | Newcastle         | Newcastle Upper | Rathdrum       |
| Quigginroe                      | 193   | Shillelagh        | Aghowle         | Shillelagh     |
| Rahaval                         | 137   | Arklow            | Redcross        | Rathdrum       |
| Raheen                          | 172   | Upper Talbotstown | Donaghmore      | Baltinglass    |
| Raheen                          | 350   | Upper Talbotstown | Rathbran        | Baltinglass    |
| Raheen                          | 334   | Ballinacor North  | Derrylossary    | Rathdrum       |
| Raheen                          | 57    | Arklow            | Kilbride        | Rathdrum       |
| Raheenakit                      | 205   | Shillelagh        | Aghowle         | Shillelagh     |
| Raheenavine                     | 135   | Arklow            | Castlemacadam   | Rathdrum       |
| Raheenglass                     | 178   | Shillelagh        | Crosspatrick    | Shillelagh     |
| Raheengraney                    | 655   | Shillelagh        | Moyacomb        | Shillelagh     |
| Raheenleagh                     | 426   | Arklow            | Killahurler     | Rathdrum       |
| Raheenmore                      | 27    | Arklow            | Drumkay         | Rathdrum       |
| Raheenteige                     | 277   | Ballinacor South  | Kilcommon       | Shillelagh     |
| Raherd                          | 29    | Arklow            | Dunganstown     | Rathdrum       |
| Raherd                          | 95    | Arklow            | Ennereilly      | Rathdrum       |
| Rampere                         | 345   | Upper Talbotstown | Rathbran        | Baltinglass    |
| Randalstown                     | 233   | Upper Talbotstown | Donaghmore      | Baltinglass    |
| Rath                            | 283   | Shillelagh        | Ardoyne         | Shillelagh     |
| Rath East                       | 399   | Shillelagh        | Liscolman       | Shillelagh     |
| Rathattin                       | 431   | Lower Talbotstown | Hollywood       | Baltinglass    |
| Rathballylong                   | 187   | Lower Talbotstown | Boystown        | Naas           |
| Rathbane                        | 336   | Ballinacor South  | Hacketstown     | Shillelagh     |
| Rathbawn                        | 111   | Lower Talbotstown | Dunlavin        | Baltinglass    |
| Rathbran                        | 378   | Upper Talbotstown | Rathbran        | Baltinglass    |
| Rathcot                         | 138   | Ballinacor South  | Hacketstown     | Shillelagh     |
| Rathcoyle Lower                 | 359   | Ballinacor South  | Kiltegan        | Baltinglass    |
| Rathcoyle Upper                 | 272   | Ballinacor South  | Kiltegan        | Baltinglass    |
| Rathdangan                      | 298   | Upper Talbotstown | Kiltegan        | Baltinglass    |
| Rathdown Lower                  | 378   | Rathdown          | Delgany         | Rathdown       |
| Rathdown Upper                  | 497   | Rathdown          | Delgany         | Rathdown       |
| Rathdrum                        | Town  | Ballinacor North  | Rathdrum        | Rathdrum       |
| Rathdrum                        | 291   | Ballinacor North  | Rathdrum        | Rathdrum       |
| Rathduffbeg                     | 314   | Upper Talbotstown | Kiltegan        | Baltinglass    |
| Rathduffmore                    | 291   | Ballinacor South  | Hacketstown     | Shillelagh     |
| Rathgorragh Lower               | 428   | Upper Talbotstown | Kiltegan        | Baltinglass    |
| Rathgorragh Upper               | 241   | Upper Talbotstown | Kiltegan        | Baltinglass    |
| Rathmeague                      | 163   | Ballinacor South  | Hacketstown     | Shillelagh     |
| Rathmoon                        | 281   | Upper Talbotstown | Baltinglass     | Baltinglass    |
| Rathmore                        | 194   | Newcastle         | Killiskey       | Rathdrum       |
| Rathnabo                        | 121   | Lower Talbotstown | Blessington     | Naas           |
| Rathnew                         | Town  | Newcastle         | Rathnew         | Rathdrum       |
| Rathsallagh                     | 246   | Upper Talbotstown | Rathsallagh     | Baltinglass    |
| Rathsallagh Demesne             | 248   | Upper Talbotstown | Rathsallagh     | Baltinglass    |
| Rathshanmore East               | 295   | Ballinacor South  | Hacketstown     | Shillelagh     |
| Rathshanmore South              | 225   | Ballinacor South  | Hacketstown     | Shillelagh     |
| Rathshanmore West               | 184   | Ballinacor South  | Hacketstown     | Shillelagh     |
| Rathtoole                       | 425   | Upper Talbotstown | Rathtoole       | Baltinglass    |
| Redcross                        | Town  | Arklow            | Redcross        | Rathdrum       |
| Redcross                        | 344   | Arklow            | Redcross        | Rathdrum       |
| Rock Big                        | 251   | Arklow            | Arklow          | Rathdrum       |
| Rock Little                     | 138   | Arklow            | Arklow          | Rathdrum       |
| Rockbog                         | 88    | Arklow            | Arklow          | Rathdrum       |
| Rockstown Lower                 | 114   | Arklow            | Castlemacadam   | Rathdrum       |
| Rockstown Upper                 | 258   | Arklow            | Castlemacadam   | Rathdrum       |
| Roddenagh                       | 846   | Ballinacor South  | Kilpipe         | Shillelagh     |
| Rosahane                        | 488   | Ballinacor South  | Ballinacor      | Rathdrum       |
| Rosbane                         | 496   | Ballinacor South  | Kilcommon       | Shillelagh     |
| Roscath                         | 226   | Arklow            | Dunganstown     | Rathdrum       |
| Rosnastraw                      | 710   | Ballinacor South  | Kilpipe         | Shillelagh     |
| Rossana Lower                   | 130   | Newcastle         | Rathnew         | Rathdrum       |
| Rossana Upper                   | 80    | Newcastle         | Rathnew         | Rathdrum       |
| Rostyduff Lower                 | 271   | Upper Talbotstown | Donaghmore      | Baltinglass    |
| Rostyduff Upper                 | 306   | Upper Talbotstown | Donaghmore      | Baltinglass    |
| Rostygah                        | 265   | Arklow            | Arklow          | Rathdrum       |
| Rottenhill                      | 243   | Upper Talbotstown | Rathsallagh     | Baltinglass    |
| Roundwood                       | 1.208 | Ballinacor North  | Derrylossary    | Rathdrum       |
| Russborough                     | 431   | Lower Talbotstown | Burgage         | Naas           |
| Russellstown                    | 233   | Lower Talbotstown | Burgage         | Naas           |
| Sallymount                      | 384   | Arklow            | Ennereilly      | Rathdrum       |
| Sandyhills                      | 229   | Lower Talbotstown | Tober           | Baltinglass    |
| Santryhill                      | 36    | Lower Talbotstown | Blessington     | Naas           |
| Saundersgrove                   | 205   | Upper Talbotstown | Rathbran        | Baltinglass    |
| Saundersgrove Hill              | 189   | Upper Talbotstown | Rathbran        | Baltinglass    |
| Scalp                           | 350   | Lower Talbotstown | Hollywood       | Baltinglass    |
| Scratenagh                      | 153   | Arklow            | Ennereilly      | Rathdrum       |
| Scurlocksleap                   | 630   | Lower Talbotstown | Kilbride        | Naas           |
| Scurlogue                       | 153   | Upper Talbotstown | Rathbran        | Baltinglass    |
| Seabank                         | 265   | Arklow            | Kilbride        | Rathdrum       |
| Seasonpark                      | 116   | Newcastle         | Newcastle Upper | Rathdrum       |
| Seaview                         | 55    | Newcastle         | Kilcoole        | Rathdrum       |
| Seskin                          | 255   | Upper Talbotstown | Donaghmore      | Baltinglass    |
| Seskin                          | 355   | Shillelagh        | Mullinacuff     | Shillelagh     |
| Sevenchurches (or Camaderry)    | 4.518 | Ballinacor North  | Derrylossary    | Rathdrum       |
| Shankill                        | 1.338 | Lower Talbotstown | Kilbride        | Naas           |
| Sheeana More                    | 590   | Ballinacor South  | Ballykine       | Rathdrum       |
| Sheeanabeg (Robeck)             | 121   | Ballinacor South  | Ballykine       | Rathdrum       |
| Sheeanabeg (Whaley)             | 127   | Ballinacor South  | Ballykine       | Rathdrum       |
| Sheephouse                      | 82    | Arklow            | Arklow          | Rathdrum       |
| Sheepwalk                       | 165   | Arklow            | Kilbride        | Rathdrum       |
| Sheilstown                      | 639   | Ballinacor South  | Moyne           | Shillelagh     |
| Shelton                         | 202   | Arklow            | Kilbride        | Rathdrum       |
| Shelton Abbey                   | 728   | Arklow            | Kilbride        | Rathdrum       |
| Shepherdshill                   | 199   | Upper Talbotstown | Freynestown     | Baltinglass    |
| Shillelagh                      | Town  | Shillelagh        | Carnew          | Shillelagh     |
| Slaneypark                      | 90    | Upper Talbotstown | Baltinglass     | Baltinglass    |
| Slate                           | 130   | Newcastle         | Newcastle Lower | Rathdrum       |
| Sleamaine (or Ballinvalla)      | 540   | Ballinacor North  | Calary          | Rathdrum       |
| Sleanaglogh                     | 440   | Newcastle         | Derrylossary    | Rathdrum       |
| Slieveboy Lower                 | 321   | Ballinacor South  | Kiltegan        | Baltinglass    |
| Slieveboy Upper                 | 204   | Ballinacor South  | Kiltegan        | Baltinglass    |
| Slievecorragh                   | 773   | Lower Talbotstown | Hollywood       | Baltinglass    |
| Slieveduff                      | 263   | Arklow            | Inch            | Rathdrum       |
| Slievefoore                     | 412   | Arklow            | Killahurler     | Rathdrum       |
| Slievemaan                      | 571   | Ballinacor South  | Kiltegan        | Baltinglass    |
| Slievemweel                     | 576   | Ballinacor South  | Moyne           | Shillelagh     |
| Slievenamough                   | 354   | Ballinacor South  | Kiltegan        | Baltinglass    |
| Slievenamough Plain             | 178   | Ballinacor South  | Kiltegan        | Baltinglass    |
| Slievenavode                    | 82    | Arklow            | Castlemacadam   | Rathdrum       |
| Slievereagh Lower               | 266   | Upper Talbotstown | Kiltegan        | Baltinglass    |
| Slievereagh Upper               | 259   | Upper Talbotstown | Kiltegan        | Baltinglass    |
| Slieveroe                       | 194   | Arklow            | Kilcommon       | Rathdrum       |
| Slieveroe                       | 513   | Ballinacor South  | Moyne           | Shillelagh     |
| Snugborough                     | 271   | Upper Talbotstown | Donaghmore      | Baltinglass    |
| Snugborough                     | 147   | Arklow            | Kilbride        | Rathdrum       |
| Spinans East                    | 180   | Upper Talbotstown | Donaghmore      | Baltinglass    |
| Spinans Hill                    | 130   | Upper Talbotstown | Donaghmore      | Baltinglass    |
| Spinans Middle                  | 194   | Upper Talbotstown | Donaghmore      | Baltinglass    |
| Spinans West                    | 76    | Upper Talbotstown | Donaghmore      | Baltinglass    |
| Springfarm                      | 239   | Arklow            | Redcross        | Rathdrum       |
| Springfield                     | 20    | Rathdown          | Bray            | Rathdown       |
| Springfield                     | 143   | Arklow            | Arklow          | Rathdrum       |
| Sraghmore                       | 1.074 | Ballinacor North  | Calary          | Rathdrum       |
| Sroughan                        | 497   | Lower Talbotstown | Boystown        | Naas           |
| Sroughmore                      | 376   | Arklow            | Castlemacadam   | Rathdrum       |
| Sruhaun                         | 190   | Upper Talbotstown | Baltinglass     | Baltinglass    |
| Stilebawn                       | 183   | Rathdown          | Kilmacanoge     | Rathdown       |
| Stilebawn                       | 159   | Newcastle         | Kilcoole        | Rathdrum       |
| Stoops                          | 208   | Shillelagh        | Carnew          | Shillelagh     |
| Stranahely                      | 375   | Upper Talbotstown | Donaghmore      | Baltinglass    |
| Stranakelly                     | 591   | Shillelagh        | Mullinacuff     | Shillelagh     |
| Stratford                       | Town  | Upper Talbotstown | Rathbran        | Baltinglass    |
| Stratford                       | 341   | Upper Talbotstown | Rathbran        | Baltinglass    |
| Stratfordlodge                  | 277   | Upper Talbotstown | Baltinglass     | Baltinglass    |
| Studfield North                 | 132   | Lower Talbotstown | Donard          | Baltinglass    |
| Studfield South                 | 35    | Lower Talbotstown | Donard          | Baltinglass    |
| Stump of the Castle             | 804   | Newcastle         | Kilcommon       | Rathdrum       |
| Sugarloaf                       | 163   | Upper Talbotstown | Donaghmore      | Baltinglass    |
| Table Mountain                  | 508   | Upper Talbotstown | Donaghmore      | Baltinglass    |
| Talbotstown Lower               | 258   | Upper Talbotstown | Kilranelagh     | Baltinglass    |
| Talbotstown Upper               | 318   | Upper Talbotstown | Kilranelagh     | Baltinglass    |
| Tanseyclose                     | 159   | Ballinacor North  | Rathdrum        | Rathdrum       |
| Templecarrig Lower              | 256   | Rathdown          | Delgany         | Rathdown       |
| Templecarrig Upper              | 103   | Rathdown          | Delgany         | Rathdown       |
| Templelusk                      | 351   | Arklow            | Castlemacadam   | Rathdrum       |
| Templelyon Lower                | 220   | Arklow            | Redcross        | Rathdrum       |
| Templelyon Upper                | 163   | Arklow            | Redcross        | Rathdrum       |
| Templemichael                   | 174   | Arklow            | Kilbride        | Rathdrum       |
| Templerainy                     | 242   | Arklow            | Kilbride        | Rathdrum       |
| Thomastown                      | 299   | Arklow            | Arklow          | Rathdrum       |
| Threecastles                    | 669   | Lower Talbotstown | Blessington     | Naas           |
| Threemilewater                  | 171   | Arklow            | Dunganstown     | Rathdrum       |
| Threewells                      | 861   | Ballinacor South  | Ballykine       | Rathdrum       |
| Ticlash                         | 148   | Arklow            | Kilcommon       | Rathdrum       |
| Tiglin                          | 472   | Newcastle         | Killiskey       | Rathdrum       |
| Tiglin                          | 122   | Newcastle         | Killiskey       | Rathdrum       |
| Tiglin                          | 151   | Newcastle         | Newcastle Lower | Rathdrum       |
| Tigroney East                   | 320   | Arklow            | Castlemacadam   | Rathdrum       |
| Tigroney West                   | 376   | Arklow            | Castlemacadam   | Rathdrum       |
| Tiknock                         | 168   | Arklow            | Kilbride        | Rathdrum       |
| Timullin                        | 127   | Arklow            | Kilcommon       | Rathdrum       |
| Tinahask Lower                  | 117   | Arklow            | Arklow          | Rathdrum       |
| Tinahask Upper                  | 138   | Arklow            | Arklow          | Rathdrum       |
| Tinahely                        | 216   | Ballinacor South  | Kilcommon       | Shillelagh     |
| Tinahely Town                   | Town  | Ballinacor South  | Kilcommon       | Shillelagh     |
| Tinakelly                       | 233   | Newcastle         | Rathnew         | Rathdrum       |
| Tinakelly Murragh               | 67    | Newcastle         | Rathnew         | Rathdrum       |
| Tinmore                         | 299   | Newcastle         | Newcastle Upper | Rathdrum       |
| Tinnahinch                      | 111   | Arklow            | Castlemacadam   | Rathdrum       |
| Tinnakilly Lower                | 362   | Ballinacor South  | Ballykine       | Rathdrum       |
| Tinnakilly Upper                | 586   | Ballinacor South  | Ballykine       | Rathdrum       |
| Tinnapark Demesne               | 309   | Newcastle         | Kilcoole        | Rathdrum       |
| Tinnehinch                      | 66    | Upper Talbotstown | Donaghmore      | Baltinglass    |
| Tinnehinch                      | 25    | Rathdown          | Kilmacanoge     | Rathdown       |
| Tinnehinch                      | 49    | Rathdown          | Powerscourt     | Rathdown       |
| Tinode                          | 1.250 | Lower Talbotstown | Kilbride        | Naas           |
| Tinoranhill North               | 246   | Upper Talbotstown | Ballynure       | Baltinglass    |
| Tinoranhill South               | 258   | Upper Talbotstown | Ballynure       | Baltinglass    |
| Tithewer                        | 687   | Newcastle         | Calary          | Rathdrum       |
| Tober Demesne                   | 260   | Lower Talbotstown | Tober           | Baltinglass    |
| Tober Lower                     | 133   | Lower Talbotstown | Tober           | Baltinglass    |
| Tober Upper                     | 305   | Lower Talbotstown | Tober           | Baltinglass    |
| Toberaviller                    | 107   | Arklow            | Drumkay         | Rathdrum       |
| Toberbeg                        | 251   | Lower Talbotstown | Dunlavin        | Baltinglass    |
| Toberlownagh                    | 917   | Ballinacor South  | Kilpipe         | Shillelagh     |
| Toberpatrick                    | 744   | Ballinacor South  | Kilpipe         | Shillelagh     |
| Togher                          | 648   | Lower Talbotstown | Boystown        | Baltinglass    |
| Togher                          | 65    | Arklow            | Dunganstown     | Rathdrum       |
| Togher Beg                      | 91    | Ballinacor North  | Derrylossary    | Rathdrum       |
| Togher More                     | 222   | Ballinacor North  | Derrylossary    | Rathdrum       |
| Tomacork                        | 894   | Shillelagh        | Carnew          | Shillelagh     |
| Tomanierin Lower                | 138   | Ballinacor South  | Kilpipe         | Rathdrum       |
| Tomanierin Upper                | 149   | Ballinacor South  | Kilpipe         | Rathdrum       |
| Tombreen                        | 1.184 | Shillelagh        | Carnew          | Shillelagh     |
| Tomcoyle                        | 464   | Ballinacor South  | Preban          | Shillelagh     |
| Tomcoyle Lower                  | 204   | Newcastle         | Killiskey       | Rathdrum       |
| Tomcoyle Upper                  | 128   | Newcastle         | Killiskey       | Rathdrum       |
| Tomdarragh                      | 661   | Ballinacor North  | Derrylossary    | Rathdrum       |
| Tomnafinnoge                    | 537   | Shillelagh        | Carnew          | Shillelagh     |
| Tomnaskela                      | 339   | Ballinacor South  | Kilpipe         | Shillelagh     |
| Tomriland                       | 1.321 | Ballinacor North  | Derrylossary    | Rathdrum       |
| Tonlegee                        | 112   | Arklow            | Dunganstown     | Rathdrum       |
| Tonygarrow                      | 685   | Rathdown          | Powerscourt     | Rathdown       |
| Toolestown                      | 214   | Upper Talbotstown | Freynestown     | Baltinglass    |
| Tooman                          | 101   | Newcastle         | Kilcoole        | Rathdrum       |
| Toor                            | 1.012 | Lower Talbotstown | Hollywood       | Baltinglass    |
| Toorboy                         | 467   | Ballinacor South  | Kiltegan        | Baltinglass    |
| Tornant Lower                   | 274   | Lower Talbotstown | Dunlavin        | Baltinglass    |
| Tornant Upper                   | 366   | Lower Talbotstown | Dunlavin        | Baltinglass    |
| Trooperstown                    | 1.531 | Ballinacor North  | Knockrath       | Rathdrum       |
| Trudder                         | 240   | Newcastle         | Newcastle Upper | Rathdrum       |
| Tuckmill Hill                   | 226   | Upper Talbotstown | Rathbran        | Baltinglass    |
| Tuckmill Lower                  | 278   | Upper Talbotstown | Rathbran        | Baltinglass    |
| Tuckmill Upper                  | 390   | Upper Talbotstown | Rathbran        | Baltinglass    |
| Tulfarris                       | 449   | Lower Talbotstown | Boystown        | Naas           |
| Tullowclay                      | 290   | Shillelagh        | Ardoyne         | Shillelagh     |
| Tullylusk                       | 183   | Arklow            | Dunganstown     | Rathdrum       |
| Umrygar                         | 573   | Shillelagh        | Carnew          | Shillelagh     |
| Uppertown                       | 229   | Lower Talbotstown | Dunlavin        | Baltinglass    |
| Valleymount (or Cross)          | 187   | Lower Talbotstown | Boystown        | Baltinglass    |
| Walterstown                     | 139   | Lower Talbotstown | Hollywood       | Baltinglass    |
| Wards of Tober                  | 165   | Lower Talbotstown | Tober           | Baltinglass    |
| Westaston Demesne               | 206   | Arklow            | Dunganstown     | Rathdrum       |
| Westaston Hill                  | 147   | Arklow            | Dunganstown     | Rathdrum       |
| Whitefield                      | 130   | Ballinacor South  | Kilcommon       | Shillelagh     |
| Whitehills                      | 154   | Upper Talbotstown | Ballynure       | Baltinglass    |
| Whiterock                       | 419   | Ballinacor South  | Kilcommon       | Shillelagh     |
| Whitestown Lower                | 426   | Upper Talbotstown | Donaghmore      | Baltinglass    |
| Whitestown Upper                | 308   | Upper Talbotstown | Donaghmore      | Baltinglass    |
| Wicklow                         | Town  | Arklow            | Drumkay         | Rathdrum       |
| Wicklow                         | Town  | Arklow            | Kilpoole        | Rathdrum       |
| Wicklow                         | Town  | Newcastle         | Rathnew         | Rathdrum       |
| Wicklow                         | 22    | Newcastle         | Rathnew         | Rathdrum       |
| Windgate                        | 122   | Rathdown          | Delgany         | Rathdown       |
| Winetavern                      | 421   | Upper Talbotstown | Rathbran        | Baltinglass    |
| Wingfield                       | 115   | Rathdown          | Kilmacanoge     | Rathdrum       |
| Woodenboley                     | 390   | Lower Talbotstown | Hollywood       | Baltinglass    |
| Woodfield                       | 280   | Upper Talbotstown | Baltinglass     | Baltinglass    |
| Woodfieldglen                   | 185   | Upper Talbotstown | Baltinglass     | Baltinglass    |
| Woodlands                       | 229   | Newcastle         | Kilcoole        | Rathdrum       |
| Woodstock Demesne               | 213   | Newcastle         | Newcastle Lower | Rathdrum       |
| Yardland                        | 90    | Arklow            | Arklow          | Rathdrum       |